# فهرست سیارک‌ها (۱۷۲۰۰۱–۱۷۳۰۰۱)
فهرست سیارک‌ها (۱۷۲۰۰۱ - ۱۷۳۰۰۱) فهرست سیارک‌ها از ۱۷۲۰۰۱ تا ۱۷۳۰۰۱ است.
| نام    | نام انگلیسی | تاریخ کشف       |
| ------ | ----------- | --------------- |
| ۱۷۲۰۰۱ | 2001 UN23   | ۱۸ اکتبر ۲۰۰۱   |
| ۱۷۲۰۰۲ | 2001 UO28   | ۱۶ اکتبر ۲۰۰۱   |
| ۱۷۲۰۰۳ | 2001 UB33   | ۱۶ اکتبر ۲۰۰۱   |
| ۱۷۲۰۰۴ | 2001 UD38   | ۱۷ اکتبر ۲۰۰۱   |
| ۱۷۲۰۰۵ | 2001 UH43   | ۱۷ اکتبر ۲۰۰۱   |
| ۱۷۲۰۰۶ | 2001 UT51   | ۱۷ اکتبر ۲۰۰۱   |
| ۱۷۲۰۰۷ | 2001 UG53   | ۱۷ اکتبر ۲۰۰۱   |
| ۱۷۲۰۰۸ | 2001 UO53   | ۱۷ اکتبر ۲۰۰۱   |
| ۱۷۲۰۰۹ | 2001 UM59   | ۱۷ اکتبر ۲۰۰۱   |
| ۱۷۲۰۱۰ | 2001 US62   | ۱۷ اکتبر ۲۰۰۱   |
| ۱۷۲۰۱۱ | 2001 UT100  | ۲۰ اکتبر ۲۰۰۱   |
| ۱۷۲۰۱۲ | 2001 UK101  | ۲۰ اکتبر ۲۰۰۱   |
| ۱۷۲۰۱۳ | 2001 UB102  | ۲۰ اکتبر ۲۰۰۱   |
| ۱۷۲۰۱۴ | 2001 UX103  | ۲۰ اکتبر ۲۰۰۱   |
| ۱۷۲۰۱۵ | 2001 UJ105  | ۲۰ اکتبر ۲۰۰۱   |
| ۱۷۲۰۱۶ | 2001 UY112  | ۲۱ اکتبر ۲۰۰۱   |
| ۱۷۲۰۱۷ | 2001 UA125  | ۲۲ اکتبر ۲۰۰۱   |
| ۱۷۲۰۱۸ | 2001 UL137  | ۲۳ اکتبر ۲۰۰۱   |
| ۱۷۲۰۱۹ | 2001 UP163  | ۱۷ اکتبر ۲۰۰۱   |
| ۱۷۲۰۲۰ | 2001 UN187  | ۱۷ اکتبر ۲۰۰۱   |
| ۱۷۲۰۲۱ | 2001 UQ204  | ۱۹ اکتبر ۲۰۰۱   |
| ۱۷۲۰۲۲ | 2001 UZ209  | ۲۰ اکتبر ۲۰۰۱   |
| ۱۷۲۰۲۳ | 2001 UV211  | ۲۱ اکتبر ۲۰۰۱   |
| ۱۷۲۰۲۴ | 2001 UF214  | ۲۳ اکتبر ۲۰۰۱   |
| ۱۷۲۰۲۵ | 2001 UL214  | ۲۳ اکتبر ۲۰۰۱   |
| ۱۷۲۰۲۶ | 2001 VF1    | ۶ نوامبر ۲۰۰۱   |
| ۱۷۲۰۲۷ | 2001 VA10   | ۱۰ نوامبر ۲۰۰۱  |
| ۱۷۲۰۲۸ | 2001 VL23   | ۹ نوامبر ۲۰۰۱   |
| ۱۷۲۰۲۹ | 2001 VP39   | ۹ نوامبر ۲۰۰۱   |
| ۱۷۲۰۳۰ | 2001 VR91   | ۱۵ نوامبر ۲۰۰۱  |
| ۱۷۲۰۳۱ | 2001 VL112  | ۱۲ نوامبر ۲۰۰۱  |
| ۱۷۲۰۳۲ | 2001 VW132  | ۱۱ نوامبر ۲۰۰۱  |
| ۱۷۲۰۳۲ | 2001 WQ     | ۱۶ نوامبر ۲۰۰۱  |
| ۱۷۲۰۳۴ | 2001 WR1    | ۱۷ نوامبر ۲۰۰۱  |
| ۱۷۲۰۳۵ | 2001 WG16   | ۱۷ نوامبر ۲۰۰۱  |
| ۱۷۲۰۳۶ | 2001 WO28   | ۱۷ نوامبر ۲۰۰۱  |
| ۱۷۲۰۳۷ | 2001 WZ32   | ۱۷ نوامبر ۲۰۰۱  |
| ۱۷۲۰۳۸ | 2001 WE51   | ۱۹ نوامبر ۲۰۰۱  |
| ۱۷۲۰۳۹ | 2001 WZ58   | ۱۹ نوامبر ۲۰۰۱  |
| ۱۷۲۰۴۰ | 2001 WQ71   | ۲۰ نوامبر ۲۰۰۱  |
| ۱۷۲۰۴۱ | 2001 WJ96   | ۱۷ نوامبر ۲۰۰۱  |
| ۱۷۲۰۴۲ | 2001 WT101  | ۱۸ نوامبر ۲۰۰۱  |
| ۱۷۲۰۴۳ | 2001 XJ9    | ۹ دسامبر ۲۰۰۱   |
| ۱۷۲۰۴۴ | 2001 XZ10   | ۷ دسامبر ۲۰۰۱   |
| ۱۷۲۰۴۵ | 2001 XR22   | ۹ دسامبر ۲۰۰۱   |
| ۱۷۲۰۴۶ | 2001 XA51   | ۱۰ دسامبر ۲۰۰۱  |
| ۱۷۲۰۴۷ | 2001 XY71   | ۱۱ دسامبر ۲۰۰۱  |
| ۱۷۲۰۴۸ | 2001 XL75   | ۱۱ دسامبر ۲۰۰۱  |
| ۱۷۲۰۴۹ | 2001 XB92   | ۱۰ دسامبر ۲۰۰۱  |
| ۱۷۲۰۵۰ | 2001 XE110  | ۱۱ دسامبر ۲۰۰۱  |
| ۱۷۲۰۵۱ | 2001 XA125  | ۱۴ دسامبر ۲۰۰۱  |
| ۱۷۲۰۵۲ | 2001 XX125  | ۱۴ دسامبر ۲۰۰۱  |
| ۱۷۲۰۵۳ | 2001 XH131  | ۱۴ دسامبر ۲۰۰۱  |
| ۱۷۲۰۵۴ | 2001 XJ132  | ۱۴ دسامبر ۲۰۰۱  |
| ۱۷۲۰۵۵ | 2001 XG137  | ۱۴ دسامبر ۲۰۰۱  |
| ۱۷۲۰۵۶ | 2001 XZ153  | ۱۴ دسامبر ۲۰۰۱  |
| ۱۷۲۰۵۷ | 2001 XY196  | ۱۴ دسامبر ۲۰۰۱  |
| ۱۷۲۰۵۸ | 2001 XN201  | ۱۴ دسامبر ۲۰۰۱  |
| ۱۷۲۰۵۹ | 2001 XL203  | ۱۱ دسامبر ۲۰۰۱  |
| ۱۷۲۰۶۰ | 2001 XR208  | ۱۱ دسامبر ۲۰۰۱  |
| ۱۷۲۰۶۱ | 2001 XH223  | ۱۵ دسامبر ۲۰۰۱  |
| ۱۷۲۰۶۲ | 2001 XV227  | ۱۵ دسامبر ۲۰۰۱  |
| ۱۷۲۰۶۳ | 2001 XP237  | ۱۵ دسامبر ۲۰۰۱  |
| ۱۷۲۰۶۴ | 2001 XA245  | ۱۵ دسامبر ۲۰۰۱  |
| ۱۷۲۰۶۵ | 2001 XL245  | ۱۵ دسامبر ۲۰۰۱  |
| ۱۷۲۰۶۶ | 2001 YB39   | ۱۸ دسامبر ۲۰۰۱  |
| ۱۷۲۰۶۷ | 2001 YH94   | ۱۹ دسامبر ۲۰۰۱  |
| ۱۷۲۰۶۸ | 2002 AE13   | ۱۱ ژانویه ۲۰۰۲  |
| ۱۷۲۰۶۹ | 2002 AA38   | ۹ ژانویه ۲۰۰۲   |
| ۱۷۲۰۷۰ | 2002 AR70   | ۸ ژانویه ۲۰۰۲   |
| ۱۷۲۰۷۱ | 2002 AP74   | ۸ ژانویه ۲۰۰۲   |
| ۱۷۲۰۷۲ | 2002 AF81   | ۹ ژانویه ۲۰۰۲   |
| ۱۷۲۰۷۳ | 2002 AF85   | ۹ ژانویه ۲۰۰۲   |
| ۱۷۲۰۷۴ | 2002 AQ93   | ۸ ژانویه ۲۰۰۲   |
| ۱۷۲۰۷۵ | 2002 AC95   | ۸ ژانویه ۲۰۰۲   |
| ۱۷۲۰۷۶ | 2002 AS199  | ۸ ژانویه ۲۰۰۲   |
| ۱۷۲۰۷۷ | 2002 AF202  | ۱۲ ژانویه ۲۰۰۲  |
| ۱۷۲۰۷۸ | 2002 BL16   | ۱۹ ژانویه ۲۰۰۲  |
| ۱۷۲۰۷۹ | 2002 BX30   | ۱۸ ژانویه ۲۰۰۲  |
| ۱۷۲۰۸۰ | 2002 CA18   | ۶ فوریه ۲۰۰۲    |
| ۱۷۲۰۸۱ | 2002 CA35   | ۶ فوریه ۲۰۰۲    |
| ۱۷۲۰۸۲ | 2002 CX71   | ۷ فوریه ۲۰۰۲    |
| ۱۷۲۰۸۳ | 2002 CZ72   | ۷ فوریه ۲۰۰۲    |
| ۱۷۲۰۸۴ | 2002 CR88   | ۷ فوریه ۲۰۰۲    |
| ۱۷۲۰۸۵ | 2002 CV97   | ۷ فوریه ۲۰۰۲    |
| ۱۷۲۰۸۶ | 2002 CL99   | ۷ فوریه ۲۰۰۲    |
| ۱۷۲۰۸۷ | 2002 CS170  | ۸ فوریه ۲۰۰۲    |
| ۱۷۲۰۸۸ | 2002 CB211  | ۱۰ فوریه ۲۰۰۲   |
| ۱۷۲۰۸۹ | 2002 CK223  | ۱۱ فوریه ۲۰۰۲   |
| ۱۷۲۰۹۰ | 2002 CL257  | ۶ فوریه ۲۰۰۲    |
| ۱۷۲۰۹۱ | 2002 CL311  | ۱۱ فوریه ۲۰۰۲   |
| ۱۷۲۰۹۲ | 2002 EH20   | ۹ مارس ۲۰۰۲     |
| ۱۷۲۰۹۳ | 2002 EM28   | ۹ مارس ۲۰۰۲     |
| ۱۷۲۰۹۴ | 2002 EK69   | ۱۳ مارس ۲۰۰۲    |
| ۱۷۲۰۹۵ | 2002 EP79   | ۱۰ مارس ۲۰۰۲    |
| ۱۷۲۰۹۶ | 2002 EP90   | ۱۲ مارس ۲۰۰۲    |
| ۱۷۲۰۹۷ | 2002 EX107  | ۸ مارس ۲۰۰۲     |
| ۱۷۲۰۹۸ | 2002 EE115  | ۱۰ مارس ۲۰۰۲    |
| ۱۷۲۰۹۹ | 2002 ET127  | ۱۲ مارس ۲۰۰۲    |
| ۱۷۲۱۰۰ | 2002 FO8    | ۱۶ مارس ۲۰۰۲    |
| ۱۷۲۱۰۱ | 2002 FR14   | ۱۶ مارس ۲۰۰۲    |
| ۱۷۲۱۰۲ | 2002 FK15   | ۱۶ مارس ۲۰۰۲    |
| ۱۷۲۱۰۳ | 2002 FT34   | ۲۰ مارس ۲۰۰۲    |
| ۱۷۲۱۰۴ | 2002 GA12   | ۱۵ آوریل ۲۰۰۲   |
| ۱۷۲۱۰۵ | 2002 GB18   | ۱۵ آوریل ۲۰۰۲   |
| ۱۷۲۱۰۶ | 2002 GH24   | ۱۳ آوریل ۲۰۰۲   |
| ۱۷۲۱۰۷ | 2002 GW41   | ۴ آوریل ۲۰۰۲    |
| ۱۷۲۱۰۸ | 2002 GH60   | ۸ آوریل ۲۰۰۲    |
| ۱۷۲۱۰۹ | 2002 GP72   | ۹ آوریل ۲۰۰۲    |
| ۱۷۲۱۱۰ | 2002 GV79   | ۱۰ آوریل ۲۰۰۲   |
| ۱۷۲۱۱۱ | 2002 GV87   | ۱۰ آوریل ۲۰۰۲   |
| ۱۷۲۱۱۲ | 2002 GB88   | ۱۰ آوریل ۲۰۰۲   |
| ۱۷۲۱۱۳ | 2002 GA93   | ۹ آوریل ۲۰۰۲    |
| ۱۷۲۱۱۴ | 2002 GA108  | ۱۱ آوریل ۲۰۰۲   |
| ۱۷۲۱۱۵ | 2002 GH112  | ۱۰ آوریل ۲۰۰۲   |
| ۱۷۲۱۱۶ | 2002 GO113  | ۱۱ آوریل ۲۰۰۲   |
| ۱۷۲۱۱۷ | 2002 GH114  | ۱۱ آوریل ۲۰۰۲   |
| ۱۷۲۱۱۸ | 2002 GN114  | ۱۱ آوریل ۲۰۰۲   |
| ۱۷۲۱۱۹ | 2002 GR117  | ۱۱ آوریل ۲۰۰۲   |
| ۱۷۲۱۲۰ | 2002 GZ131  | ۱۲ آوریل ۲۰۰۲   |
| ۱۷۲۱۲۱ | 2002 GO135  | ۱۲ آوریل ۲۰۰۲   |
| ۱۷۲۱۲۲ | 2002 GD151  | ۱۴ آوریل ۲۰۰۲   |
| ۱۷۲۱۲۳ | 2002 GQ168  | ۹ آوریل ۲۰۰۲    |
| ۱۷۲۱۲۴ | 2002 GA171  | ۱۰ آوریل ۲۰۰۲   |
| ۱۷۲۱۲۵ | 2002 HE4    | ۱۶ آوریل ۲۰۰۲   |
| ۱۷۲۱۲۶ | 2002 HV4    | ۱۸ آوریل ۲۰۰۲   |
| ۱۷۲۱۲۷ | 2002 HD10   | ۱۷ آوریل ۲۰۰۲   |
| ۱۷۲۱۲۸ | 2002 HO14   | ۱۶ آوریل ۲۰۰۲   |
| ۱۷۲۱۲۹ | 2002 HR16   | ۱۸ آوریل ۲۰۰۲   |
| ۱۷۲۱۳۰ | 2002 JC21   | ۸ مه ۲۰۰۲       |
| ۱۷۲۱۳۱ | 2002 JT24   | ۸ مه ۲۰۰۲       |
| ۱۷۲۱۳۲ | 2002 JE34   | ۹ مه ۲۰۰۲       |
| ۱۷۲۱۳۳ | 2002 JH39   | ۱۰ مه ۲۰۰۲      |
| ۱۷۲۱۳۴ | 2002 JN40   | ۸ مه ۲۰۰۲       |
| ۱۷۲۱۳۵ | 2002 JK48   | ۹ مه ۲۰۰۲       |
| ۱۷۲۱۳۶ | 2002 JP56   | ۹ مه ۲۰۰۲       |
| ۱۷۲۱۳۷ | 2002 JY61   | ۸ مه ۲۰۰۲       |
| ۱۷۲۱۳۸ | 2002 JK64   | ۹ مه ۲۰۰۲       |
| ۱۷۲۱۳۹ | 2002 JS77   | ۱۱ مه ۲۰۰۲      |
| ۱۷۲۱۴۰ | 2002 JP78   | ۱۱ مه ۲۰۰۲      |
| ۱۷۲۱۴۱ | 2002 JT79   | ۱۱ مه ۲۰۰۲      |
| ۱۷۲۱۴۲ | 2002 JN80   | ۱۱ مه ۲۰۰۲      |
| ۱۷۲۱۴۳ | 2002 JW80   | ۱۱ مه ۲۰۰۲      |
| ۱۷۲۱۴۴ | 2002 JO101  | ۹ مه ۲۰۰۲       |
| ۱۷۲۱۴۵ | 2002 JY138  | ۹ مه ۲۰۰۲       |
| ۱۷۲۱۴۶ | 2002 JJ149  | ۱۵ مه ۲۰۰۲      |
| ۱۷۲۱۴۷ | 2002 KU5    | ۱۶ مه ۲۰۰۲      |
| ۱۷۲۱۴۸ | 2002 LU5    | ۴ ژوئن ۲۰۰۲     |
| ۱۷۲۱۴۹ | 2002 LA13   | ۵ ژوئن ۲۰۰۲     |
| ۱۷۲۱۵۰ | 2002 LR36   | ۹ ژوئن ۲۰۰۲     |
| ۱۷۲۱۵۱ | 2002 LL43   | ۱۰ ژوئن ۲۰۰۲    |
| ۱۷۲۱۵۲ | 2002 LH62   | ۱۲ ژوئن ۲۰۰۲    |
| ۱۷۲۱۵۳ | 2002 NK6    | ۱۱ ژوئیه ۲۰۰۲   |
| ۱۷۲۱۵۴ | 2002 NR13   | ۴ ژوئیه ۲۰۰۲    |
| ۱۷۲۱۵۵ | 2002 NM18   | ۹ ژوئیه ۲۰۰۲    |
| ۱۷۲۱۵۶ | 2002 ND22   | ۹ ژوئیه ۲۰۰۲    |
| ۱۷۲۱۵۷ | 2002 NN26   | ۹ ژوئیه ۲۰۰۲    |
| ۱۷۲۱۵۸ | 2002 NS28   | ۱۳ ژوئیه ۲۰۰۲   |
| ۱۷۲۱۵۹ | 2002 NJ30   | ۵ ژوئیه ۲۰۰۲    |
| ۱۷۲۱۶۰ | 2002 NF32   | ۱۳ ژوئیه ۲۰۰۲   |
| ۱۷۲۱۶۱ | 2002 NR34   | ۹ ژوئیه ۲۰۰۲    |
| ۱۷۲۱۶۲ | 2002 NX37   | ۹ ژوئیه ۲۰۰۲    |
| ۱۷۲۱۶۳ | 2002 NV48   | ۱۴ ژوئیه ۲۰۰۲   |
| ۱۷۲۱۶۴ | 2002 NR52   | ۱۴ ژوئیه ۲۰۰۲   |
| ۱۷۲۱۶۵ | 2002 NL53   | ۱۴ ژوئیه ۲۰۰۲   |
| ۱۷۲۱۶۶ | 2002 NU56   | ۱ ژوئیه ۲۰۰۲    |
| ۱۷۲۱۶۷ | 2002 NK61   | ۵ ژوئیه ۲۰۰۲    |
| ۱۷۲۱۶۸ | 2002 OA1    | ۱۷ ژوئیه ۲۰۰۲   |
| ۱۷۲۱۶۹ | 2002 OY2    | ۱۷ ژوئیه ۲۰۰۲   |
| ۱۷۲۱۷۰ | 2002 OE4    | ۱۷ ژوئیه ۲۰۰۲   |
| ۱۷۲۱۷۰ | 2002 PT     | ۲ اوت ۲۰۰۲      |
| ۱۷۲۱۷۲ | 2002 PU23   | ۶ اوت ۲۰۰۲      |
| ۱۷۲۱۷۳ | 2002 PW24   | ۶ اوت ۲۰۰۲      |
| ۱۷۲۱۷۴ | 2002 PW26   | ۶ اوت ۲۰۰۲      |
| ۱۷۲۱۷۵ | 2002 PP36   | ۶ اوت ۲۰۰۲      |
| ۱۷۲۱۷۶ | 2002 PH41   | ۴ اوت ۲۰۰۲      |
| ۱۷۲۱۷۷ | 2002 PS42   | ۵ اوت ۲۰۰۲      |
| ۱۷۲۱۷۸ | 2002 PU43   | ۵ اوت ۲۰۰۲      |
| ۱۷۲۱۷۹ | 2002 PK47   | ۱۰ اوت ۲۰۰۲     |
| ۱۷۲۱۸۰ | 2002 PR48   | ۱۰ اوت ۲۰۰۲     |
| ۱۷۲۱۸۱ | 2002 PW48   | ۱۰ اوت ۲۰۰۲     |
| ۱۷۲۱۸۲ | 2002 PK74   | ۱۲ اوت ۲۰۰۲     |
| ۱۷۲۱۸۳ | 2002 PZ74   | ۱۲ اوت ۲۰۰۲     |
| ۱۷۲۱۸۴ | 2002 PT83   | ۱۰ اوت ۲۰۰۲     |
| ۱۷۲۱۸۵ | 2002 PS104  | ۱۲ اوت ۲۰۰۲     |
| ۱۷۲۱۸۶ | 2002 PK108  | ۱۳ اوت ۲۰۰۲     |
| ۱۷۲۱۸۷ | 2002 PX112  | ۱۲ اوت ۲۰۰۲     |
| ۱۷۲۱۸۸ | 2002 PD117  | ۱۴ اوت ۲۰۰۲     |
| ۱۷۲۱۸۹ | 2002 PA122  | ۱۳ اوت ۲۰۰۲     |
| ۱۷۲۱۹۰ | 2002 PQ126  | ۱۴ اوت ۲۰۰۲     |
| ۱۷۲۱۹۱ | 2002 PH152  | ۱۰ اوت ۲۰۰۲     |
| ۱۷۲۱۹۲ | 2002 PB156  | ۸ اوت ۲۰۰۲      |
| ۱۷۲۱۹۳ | 2002 PA160  | ۸ اوت ۲۰۰۲      |
| ۱۷۲۱۹۴ | 2002 PD162  | ۸ اوت ۲۰۰۲      |
| ۱۷۲۱۹۵ | 2002 QK9    | ۱۹ اوت ۲۰۰۲     |
| ۱۷۲۱۹۶ | 2002 QT12   | ۲۶ اوت ۲۰۰۲     |
| ۱۷۲۱۹۷ | 2002 QF19   | ۲۶ اوت ۲۰۰۲     |
| ۱۷۲۱۹۸ | 2002 QF20   | ۲۸ اوت ۲۰۰۲     |
| ۱۷۲۱۹۹ | 2002 QK24   | ۲۹ اوت ۲۰۰۲     |
| ۱۷۲۲۰۰ | 2002 QO28   | ۲۹ اوت ۲۰۰۲     |
| ۱۷۲۲۰۱ | 2002 QU30   | ۲۹ اوت ۲۰۰۲     |
| ۱۷۲۲۰۲ | 2002 QL34   | ۲۹ اوت ۲۰۰۲     |
| ۱۷۲۲۰۳ | 2002 QZ36   | ۳۰ اوت ۲۰۰۲     |
| ۱۷۲۲۰۴ | 2002 QR52   | ۲۹ اوت ۲۰۰۲     |
| ۱۷۲۲۰۵ | 2002 QT52   | ۲۹ اوت ۲۰۰۲     |
| ۱۷۲۲۰۶ | 2002 QQ54   | ۲۹ اوت ۲۰۰۲     |
| ۱۷۲۲۰۷ | 2002 QN68   | ۱۸ اوت ۲۰۰۲     |
| ۱۷۲۲۰۸ | 2002 QH74   | ۲۸ اوت ۲۰۰۲     |
| ۱۷۲۲۰۹ | 2002 QG75   | ۲۸ اوت ۲۰۰۲     |
| ۱۷۲۲۱۰ | 2002 QF77   | ۲۹ اوت ۲۰۰۲     |
| ۱۷۲۲۱۱ | 2002 QE84   | ۲۷ اوت ۲۰۰۲     |
| ۱۷۲۲۱۲ | 2002 QW89   | ۲۷ اوت ۲۰۰۲     |
| ۱۷۲۲۱۳ | 2002 QA110  | ۱۷ اوت ۲۰۰۲     |
| ۱۷۲۲۱۴ | 2002 QV115  | ۲۹ اوت ۲۰۰۲     |
| ۱۷۲۲۱۵ | 2002 RL26   | ۴ سپتامبر ۲۰۰۲  |
| ۱۷۲۲۱۶ | 2002 RF44   | ۵ سپتامبر ۲۰۰۲  |
| ۱۷۲۲۱۷ | 2002 RK44   | ۵ سپتامبر ۲۰۰۲  |
| ۱۷۲۲۱۸ | 2002 RG47   | ۵ سپتامبر ۲۰۰۲  |
| ۱۷۲۲۱۹ | 2002 RR47   | ۵ سپتامبر ۲۰۰۲  |
| ۱۷۲۲۲۰ | 2002 RZ57   | ۵ سپتامبر ۲۰۰۲  |
| ۱۷۲۲۲۱ | 2002 RP59   | ۵ سپتامبر ۲۰۰۲  |
| ۱۷۲۲۲۲ | 2002 RH60   | ۵ سپتامبر ۲۰۰۲  |
| ۱۷۲۲۲۳ | 2002 RP66   | ۳ سپتامبر ۲۰۰۲  |
| ۱۷۲۲۲۴ | 2002 RU88   | ۵ سپتامبر ۲۰۰۲  |
| ۱۷۲۲۲۵ | 2002 RS90   | ۵ سپتامبر ۲۰۰۲  |
| ۱۷۲۲۲۶ | 2002 RB97   | ۵ سپتامبر ۲۰۰۲  |
| ۱۷۲۲۲۷ | 2002 RG109  | ۶ سپتامبر ۲۰۰۲  |
| ۱۷۲۲۲۸ | 2002 RJ113  | ۵ سپتامبر ۲۰۰۲  |
| ۱۷۲۲۲۹ | 2002 RT113  | ۵ سپتامبر ۲۰۰۲  |
| ۱۷۲۲۳۰ | 2002 RZ113  | ۵ سپتامبر ۲۰۰۲  |
| ۱۷۲۲۳۱ | 2002 RZ127  | ۱۰ سپتامبر ۲۰۰۲ |
| ۱۷۲۲۳۲ | 2002 RL131  | ۱۱ سپتامبر ۲۰۰۲ |
| ۱۷۲۲۳۳ | 2002 RB141  | ۱۰ سپتامبر ۲۰۰۲ |
| ۱۷۲۲۳۴ | 2002 RS142  | ۱۱ سپتامبر ۲۰۰۲ |
| ۱۷۲۲۳۵ | 2002 RF149  | ۱۱ سپتامبر ۲۰۰۲ |
| ۱۷۲۲۳۶ | 2002 RH173  | ۱۳ سپتامبر ۲۰۰۲ |
| ۱۷۲۲۳۷ | 2002 RG178  | ۱۳ سپتامبر ۲۰۰۲ |
| ۱۷۲۲۳۸ | 2002 RY179  | ۱۴ سپتامبر ۲۰۰۲ |
| ۱۷۲۲۳۹ | 2002 RO182  | ۱۱ سپتامبر ۲۰۰۲ |
| ۱۷۲۲۴۰ | 2002 RO191  | ۱۲ سپتامبر ۲۰۰۲ |
| ۱۷۲۲۴۱ | 2002 RT196  | ۱۲ سپتامبر ۲۰۰۲ |
| ۱۷۲۲۴۲ | 2002 RA200  | ۱۳ سپتامبر ۲۰۰۲ |
| ۱۷۲۲۴۳ | 2002 RT202  | ۱۳ سپتامبر ۲۰۰۲ |
| ۱۷۲۲۴۴ | 2002 RG206  | ۱۴ سپتامبر ۲۰۰۲ |
| ۱۷۲۲۴۵ | 2002 RV206  | ۱۴ سپتامبر ۲۰۰۲ |
| ۱۷۲۲۴۶ | 2002 RS223  | ۱۳ سپتامبر ۲۰۰۲ |
| ۱۷۲۲۴۷ | 2002 RF224  | ۱۳ سپتامبر ۲۰۰۲ |
| ۱۷۲۲۴۸ | 2002 RV225  | ۱۳ سپتامبر ۲۰۰۲ |
| ۱۷۲۲۴۹ | 2002 RG226  | ۱۳ سپتامبر ۲۰۰۲ |
| ۱۷۲۲۵۰ | 2002 RR232  | ۱۱ سپتامبر ۲۰۰۲ |
| ۱۷۲۲۵۱ | 2002 RR237  | ۱۵ سپتامبر ۲۰۰۲ |
| ۱۷۲۲۵۲ | 2002 RR263  | ۱۳ سپتامبر ۲۰۰۲ |
| ۱۷۲۲۵۳ | 2002 RC271  | ۱ سپتامبر ۲۰۰۲  |
| ۱۷۲۲۵۴ | 2002 SY8    | ۲۷ سپتامبر ۲۰۰۲ |
| ۱۷۲۲۵۵ | 2002 SQ9    | ۲۷ سپتامبر ۲۰۰۲ |
| ۱۷۲۲۵۶ | 2002 SN11   | ۲۷ سپتامبر ۲۰۰۲ |
| ۱۷۲۲۵۷ | 2002 SD16   | ۲۷ سپتامبر ۲۰۰۲ |
| ۱۷۲۲۵۸ | 2002 SG23   | ۲۷ سپتامبر ۲۰۰۲ |
| ۱۷۲۲۵۹ | 2002 SF26   | ۲۸ سپتامبر ۲۰۰۲ |
| ۱۷۲۲۶۰ | 2002 SN40   | ۳۰ سپتامبر ۲۰۰۲ |
| ۱۷۲۲۶۱ | 2002 SN51   | ۱۶ سپتامبر ۲۰۰۲ |
| ۱۷۲۲۶۲ | 2002 SK54   | ۳۰ سپتامبر ۲۰۰۲ |
| ۱۷۲۲۶۳ | 2002 SF61   | ۱۶ سپتامبر ۲۰۰۲ |
| ۱۷۲۲۶۴ | 2002 TW15   | ۲ اکتبر ۲۰۰۲    |
| ۱۷۲۲۶۵ | 2002 TW21   | ۲ اکتبر ۲۰۰۲    |
| ۱۷۲۲۶۶ | 2002 TM23   | ۲ اکتبر ۲۰۰۲    |
| ۱۷۲۲۶۷ | 2002 TP29   | ۲ اکتبر ۲۰۰۲    |
| ۱۷۲۲۶۸ | 2002 TE64   | ۴ اکتبر ۲۰۰۲    |
| ۱۷۲۲۶۹ | Tator       | ۹ اکتبر ۲۰۰۲    |
| ۱۷۲۲۷۰ | 2002 TN70   | ۳ اکتبر ۲۰۰۲    |
| ۱۷۲۲۷۱ | 2002 TW79   | ۱ اکتبر ۲۰۰۲    |
| ۱۷۲۲۷۲ | 2002 TP83   | ۲ اکتبر ۲۰۰۲    |
| ۱۷۲۲۷۳ | 2002 TP89   | ۳ اکتبر ۲۰۰۲    |
| ۱۷۲۲۷۴ | 2002 TD98   | ۳ اکتبر ۲۰۰۲    |
| ۱۷۲۲۷۵ | 2002 TO108  | ۱ اکتبر ۲۰۰۲    |
| ۱۷۲۲۷۶ | 2002 TP111  | ۳ اکتبر ۲۰۰۲    |
| ۱۷۲۲۷۷ | 2002 TU111  | ۳ اکتبر ۲۰۰۲    |
| ۱۷۲۲۷۸ | 2002 TU112  | ۳ اکتبر ۲۰۰۲    |
| ۱۷۲۲۷۹ | 2002 TO121  | ۳ اکتبر ۲۰۰۲    |
| ۱۷۲۲۸۰ | 2002 TM124  | ۴ اکتبر ۲۰۰۲    |
| ۱۷۲۲۸۱ | 2002 TD133  | ۴ اکتبر ۲۰۰۲    |
| ۱۷۲۲۸۲ | 2002 TJ134  | ۴ اکتبر ۲۰۰۲    |
| ۱۷۲۲۸۳ | 2002 TU137  | ۴ اکتبر ۲۰۰۲    |
| ۱۷۲۲۸۴ | 2002 TO138  | ۴ اکتبر ۲۰۰۲    |
| ۱۷۲۲۸۵ | 2002 TX138  | ۴ اکتبر ۲۰۰۲    |
| ۱۷۲۲۸۶ | 2002 TL139  | ۴ اکتبر ۲۰۰۲    |
| ۱۷۲۲۸۷ | 2002 TE144  | ۵ اکتبر ۲۰۰۲    |
| ۱۷۲۲۸۸ | 2002 TO156  | ۵ اکتبر ۲۰۰۲    |
| ۱۷۲۲۸۹ | 2002 TS164  | ۵ اکتبر ۲۰۰۲    |
| ۱۷۲۲۹۰ | 2002 TW166  | ۳ اکتبر ۲۰۰۲    |
| ۱۷۲۲۹۱ | 2002 TH174  | ۴ اکتبر ۲۰۰۲    |
| ۱۷۲۲۹۲ | 2002 TR177  | ۱۱ اکتبر ۲۰۰۲   |
| ۱۷۲۲۹۳ | 2002 TD178  | ۱۱ اکتبر ۲۰۰۲   |
| ۱۷۲۲۹۴ | 2002 TQ179  | ۱۳ اکتبر ۲۰۰۲   |
| ۱۷۲۲۹۵ | 2002 TC195  | ۳ اکتبر ۲۰۰۲    |
| ۱۷۲۲۹۶ | 2002 TV195  | ۳ اکتبر ۲۰۰۲    |
| ۱۷۲۲۹۷ | 2002 TU199  | ۶ اکتبر ۲۰۰۲    |
| ۱۷۲۲۹۸ | 2002 TD213  | ۳ اکتبر ۲۰۰۲    |
| ۱۷۲۲۹۹ | 2002 TD217  | ۷ اکتبر ۲۰۰۲    |
| ۱۷۲۳۰۰ | 2002 TE228  | ۶ اکتبر ۲۰۰۲    |
| ۱۷۲۳۰۱ | 2002 TM234  | ۶ اکتبر ۲۰۰۲    |
| ۱۷۲۳۰۲ | 2002 TY235  | ۶ اکتبر ۲۰۰۲    |
| ۱۷۲۳۰۳ | 2002 TZ235  | ۶ اکتبر ۲۰۰۲    |
| ۱۷۲۳۰۴ | 2002 TC238  | ۷ اکتبر ۲۰۰۲    |
| ۱۷۲۳۰۵ | 2002 TY239  | ۹ اکتبر ۲۰۰۲    |
| ۱۷۲۳۰۶ | 2002 TV250  | ۷ اکتبر ۲۰۰۲    |
| ۱۷۲۳۰۷ | 2002 TT262  | ۱۰ اکتبر ۲۰۰۲   |
| ۱۷۲۳۰۸ | 2002 TQ267  | ۸ اکتبر ۲۰۰۲    |
| ۱۷۲۳۰۹ | 2002 TU268  | ۹ اکتبر ۲۰۰۲    |
| ۱۷۲۳۱۰ | 2002 TL273  | ۹ اکتبر ۲۰۰۲    |
| ۱۷۲۳۱۱ | 2002 TO275  | ۹ اکتبر ۲۰۰۲    |
| ۱۷۲۳۱۲ | 2002 TO284  | ۱۰ اکتبر ۲۰۰۲   |
| ۱۷۲۳۱۳ | 2002 TM286  | ۱۰ اکتبر ۲۰۰۲   |
| ۱۷۲۳۱۴ | 2002 TR290  | ۱۰ اکتبر ۲۰۰۲   |
| ۱۷۲۳۱۵ | 2002 TL300  | ۱۵ اکتبر ۲۰۰۲   |
| ۱۷۲۳۱۶ | 2002 TD303  | ۱۱ اکتبر ۲۰۰۲   |
| ۱۷۲۳۱۷ | 2002 TZ315  | ۴ اکتبر ۲۰۰۲    |
| ۱۷۲۳۱۸ | 2002 TY342  | ۵ اکتبر ۲۰۰۲    |
| ۱۷۲۳۱۹ | 2002 TR375  | ۳ اکتبر ۲۰۰۲    |
| ۱۷۲۳۲۰ | 2002 TZ377  | ۱۵ اکتبر ۲۰۰۲   |
| ۱۷۲۳۲۱ | 2002 UY5    | ۲۸ اکتبر ۲۰۰۲   |
| ۱۷۲۳۲۲ | 2002 UQ22   | ۳۰ اکتبر ۲۰۰۲   |
| ۱۷۲۳۲۳ | 2002 UP23   | ۲۸ اکتبر ۲۰۰۲   |
| ۱۷۲۳۲۴ | 2002 UM26   | ۳۱ اکتبر ۲۰۰۲   |
| ۱۷۲۳۲۵ | 2002 UW32   | ۳۱ اکتبر ۲۰۰۲   |
| ۱۷۲۳۲۶ | 2002 UL47   | ۳۱ اکتبر ۲۰۰۲   |
| ۱۷۲۳۲۶ | 2002 VF     | ۱ نوامبر ۲۰۰۲   |
| ۱۷۲۳۲۸ | 2002 VV3    | ۱ نوامبر ۲۰۰۲   |
| ۱۷۲۳۲۹ | 2002 VE16   | ۴ نوامبر ۲۰۰۲   |
| ۱۷۲۳۳۰ | 2002 VH18   | ۲ نوامبر ۲۰۰۲   |
| ۱۷۲۳۳۱ | 2002 VS19   | ۴ نوامبر ۲۰۰۲   |
| ۱۷۲۳۳۲ | 2002 VW19   | ۴ نوامبر ۲۰۰۲   |
| ۱۷۲۳۳۳ | 2002 VH23   | ۵ نوامبر ۲۰۰۲   |
| ۱۷۲۳۳۴ | 2002 VB25   | ۵ نوامبر ۲۰۰۲   |
| ۱۷۲۳۳۵ | 2002 VO32   | ۵ نوامبر ۲۰۰۲   |
| ۱۷۲۳۳۶ | 2002 VE37   | ۲ نوامبر ۲۰۰۲   |
| ۱۷۲۳۳۷ | 2002 VR38   | ۵ نوامبر ۲۰۰۲   |
| ۱۷۲۳۳۸ | 2002 VX43   | ۴ نوامبر ۲۰۰۲   |
| ۱۷۲۳۳۹ | 2002 VL57   | ۶ نوامبر ۲۰۰۲   |
| ۱۷۲۳۴۰ | 2002 VN74   | ۷ نوامبر ۲۰۰۲   |
| ۱۷۲۳۴۱ | 2002 VZ85   | ۱۱ نوامبر ۲۰۰۲  |
| ۱۷۲۳۴۲ | 2002 VQ92   | ۱۱ نوامبر ۲۰۰۲  |
| ۱۷۲۳۴۳ | 2002 VC97   | ۱۲ نوامبر ۲۰۰۲  |
| ۱۷۲۳۴۴ | 2002 VL104  | ۱۲ نوامبر ۲۰۰۲  |
| ۱۷۲۳۴۵ | 2002 VR105  | ۱۲ نوامبر ۲۰۰۲  |
| ۱۷۲۳۴۶ | 2002 VK106  | ۱۲ نوامبر ۲۰۰۲  |
| ۱۷۲۳۴۷ | 2002 VL108  | ۱۲ نوامبر ۲۰۰۲  |
| ۱۷۲۳۴۸ | 2002 VU113  | ۱۳ نوامبر ۲۰۰۲  |
| ۱۷۲۳۴۹ | 2002 VO122  | ۱۳ نوامبر ۲۰۰۲  |
| ۱۷۲۳۵۰ | 2002 VN123  | ۱۴ نوامبر ۲۰۰۲  |
| ۱۷۲۳۵۱ | 2002 VG126  | ۱۲ نوامبر ۲۰۰۲  |
| ۱۷۲۳۵۲ | 2002 VG127  | ۱۴ نوامبر ۲۰۰۲  |
| ۱۷۲۳۵۳ | 2002 VR133  | ۵ نوامبر ۲۰۰۲   |
| ۱۷۲۳۵۴ | 2002 WY7    | ۲۴ نوامبر ۲۰۰۲  |
| ۱۷۲۳۵۴ | 2002 XM     | ۱ دسامبر ۲۰۰۲   |
| ۱۷۲۳۵۶ | 2002 XG7    | ۲ دسامبر ۲۰۰۲   |
| ۱۷۲۳۵۷ | 2002 XC12   | ۳ دسامبر ۲۰۰۲   |
| ۱۷۲۳۵۸ | 2002 XS12   | ۳ دسامبر ۲۰۰۲   |
| ۱۷۲۳۵۹ | 2002 XE16   | ۳ دسامبر ۲۰۰۲   |
| ۱۷۲۳۶۰ | 2002 XM39   | ۹ دسامبر ۲۰۰۲   |
| ۱۷۲۳۶۱ | 2002 XK51   | ۱۰ دسامبر ۲۰۰۲  |
| ۱۷۲۳۶۲ | 2002 XM55   | ۱۰ دسامبر ۲۰۰۲  |
| ۱۷۲۳۶۳ | 2002 XK60   | ۱۰ دسامبر ۲۰۰۲  |
| ۱۷۲۳۶۴ | 2002 XV63   | ۱۱ دسامبر ۲۰۰۲  |
| ۱۷۲۳۶۵ | 2002 XR64   | ۱۱ دسامبر ۲۰۰۲  |
| ۱۷۲۳۶۶ | 2002 XB71   | ۱۰ دسامبر ۲۰۰۲  |
| ۱۷۲۳۶۷ | 2002 XL72   | ۱۱ دسامبر ۲۰۰۲  |
| ۱۷۲۳۶۸ | 2002 XC74   | ۱۱ دسامبر ۲۰۰۲  |
| ۱۷۲۳۶۹ | 2002 XF85   | ۱۱ دسامبر ۲۰۰۲  |
| ۱۷۲۳۷۰ | 2002 XL85   | ۱۱ دسامبر ۲۰۰۲  |
| ۱۷۲۳۷۱ | 2002 XB93   | ۵ دسامبر ۲۰۰۲   |
| ۱۷۲۳۷۲ | 2002 XO95   | ۵ دسامبر ۲۰۰۲   |
| ۱۷۲۳۷۳ | 2002 XX101  | ۵ دسامبر ۲۰۰۲   |
| ۱۷۲۳۷۴ | 2002 XB107  | ۵ دسامبر ۲۰۰۲   |
| ۱۷۲۳۷۵ | 2002 YH13   | ۳۱ دسامبر ۲۰۰۲  |
| ۱۷۲۳۷۶ | 2002 YE25   | ۳۱ دسامبر ۲۰۰۲  |
| ۱۷۲۳۷۷ | 2002 YT34   | ۳۱ دسامبر ۲۰۰۲  |
| ۱۷۲۳۷۸ | 2002 YK35   | ۳۱ دسامبر ۲۰۰۲  |
| ۱۷۲۳۷۹ | 2003 AO7    | ۲ ژانویه ۲۰۰۳   |
| ۱۷۲۳۸۰ | 2003 AH10   | ۱ ژانویه ۲۰۰۳   |
| ۱۷۲۳۸۱ | 2003 AY10   | ۱ ژانویه ۲۰۰۳   |
| ۱۷۲۳۸۲ | 2003 AD11   | ۱ ژانویه ۲۰۰۳   |
| ۱۷۲۳۸۳ | 2003 AW15   | ۴ ژانویه ۲۰۰۳   |
| ۱۷۲۳۸۴ | 2003 AF21   | ۵ ژانویه ۲۰۰۳   |
| ۱۷۲۳۸۵ | 2003 AN21   | ۵ ژانویه ۲۰۰۳   |
| ۱۷۲۳۸۶ | 2003 AO35   | ۷ ژانویه ۲۰۰۳   |
| ۱۷۲۳۸۷ | 2003 AZ37   | ۷ ژانویه ۲۰۰۳   |
| ۱۷۲۳۸۸ | 2003 AG45   | ۵ ژانویه ۲۰۰۳   |
| ۱۷۲۳۸۹ | 2003 AX50   | ۵ ژانویه ۲۰۰۳   |
| ۱۷۲۳۹۰ | 2003 AO52   | ۵ ژانویه ۲۰۰۳   |
| ۱۷۲۳۹۱ | 2003 AG54   | ۵ ژانویه ۲۰۰۳   |
| ۱۷۲۳۹۲ | 2003 AA55   | ۵ ژانویه ۲۰۰۳   |
| ۱۷۲۳۹۳ | 2003 AK68   | ۸ ژانویه ۲۰۰۳   |
| ۱۷۲۳۹۴ | 2003 AL78   | ۱۰ ژانویه ۲۰۰۳  |
| ۱۷۲۳۹۵ | 2003 AN84   | ۱۱ ژانویه ۲۰۰۳  |
| ۱۷۲۳۹۶ | 2003 BV6    | ۲۵ ژانویه ۲۰۰۳  |
| ۱۷۲۳۹۷ | 2003 BR14   | ۲۶ ژانویه ۲۰۰۳  |
| ۱۷۲۳۹۸ | 2003 BT20   | ۲۷ ژانویه ۲۰۰۳  |
| ۱۷۲۳۹۹ | 2003 BC22   | ۲۵ ژانویه ۲۰۰۳  |
| ۱۷۲۴۰۰ | 2003 BH22   | ۲۵ ژانویه ۲۰۰۳  |
| ۱۷۲۴۰۱ | 2003 BG24   | ۲۵ ژانویه ۲۰۰۳  |
| ۱۷۲۴۰۲ | 2003 BJ51   | ۲۷ ژانویه ۲۰۰۳  |
| ۱۷۲۴۰۳ | 2003 BO52   | ۲۷ ژانویه ۲۰۰۳  |
| ۱۷۲۴۰۴ | 2003 BC53   | ۲۷ ژانویه ۲۰۰۳  |
| ۱۷۲۴۰۵ | 2003 BH65   | ۳۰ ژانویه ۲۰۰۳  |
| ۱۷۲۴۰۶ | 2003 BY67   | ۲۷ ژانویه ۲۰۰۳  |
| ۱۷۲۴۰۷ | 2003 BN69   | ۳۰ ژانویه ۲۰۰۳  |
| ۱۷۲۴۰۸ | 2003 BL75   | ۲۹ ژانویه ۲۰۰۳  |
| ۱۷۲۴۰۹ | 2003 BJ77   | ۳۰ ژانویه ۲۰۰۳  |
| ۱۷۲۴۱۰ | 2003 CB2    | ۱ فوریه ۲۰۰۳    |
| ۱۷۲۴۱۱ | 2003 CM14   | ۳ فوریه ۲۰۰۳    |
| ۱۷۲۴۱۲ | 2003 DC13   | ۲۶ فوریه ۲۰۰۳   |
| ۱۷۲۴۱۳ | 2003 EH2    | ۵ مارس ۲۰۰۳     |
| ۱۷۲۴۱۴ | 2003 EW14   | ۶ مارس ۲۰۰۳     |
| ۱۷۲۴۱۵ | 2003 EZ39   | ۸ مارس ۲۰۰۳     |
| ۱۷۲۴۱۶ | 2003 FV5    | ۲۶ مارس ۲۰۰۳    |
| ۱۷۲۴۱۷ | 2003 FW37   | ۲۳ مارس ۲۰۰۳    |
| ۱۷۲۴۱۸ | 2003 FV106  | ۲۷ مارس ۲۰۰۳    |
| ۱۷۲۴۱۹ | 2003 GD21   | ۴ آوریل ۲۰۰۳    |
| ۱۷۲۴۲۰ | 2003 GM48   | ۹ آوریل ۲۰۰۳    |
| ۱۷۲۴۲۰ | 2003 HF     | ۲۳ آوریل ۲۰۰۳   |
| ۱۷۲۴۲۲ | 2003 OW13   | ۲۸ ژوئیه ۲۰۰۳   |
| ۱۷۲۴۲۳ | 2003 OK16   | ۲۶ ژوئیه ۲۰۰۳   |
| ۱۷۲۴۲۴ | 2003 OU17   | ۲۹ ژوئیه ۲۰۰۳   |
| ۱۷۲۴۲۵ | Taliajacobi | ۲۵ ژوئیه ۲۰۰۳   |
| ۱۷۲۴۲۶ | 2003 OJ31   | ۳۰ ژوئیه ۲۰۰۳   |
| ۱۷۲۴۲۷ | 2003 PF4    | ۲ اوت ۲۰۰۳      |
| ۱۷۲۴۲۸ | 2003 PX9    | ۱ اوت ۲۰۰۳      |
| ۱۷۲۴۲۹ | 2003 QN1    | ۱۹ اوت ۲۰۰۳     |
| ۱۷۲۴۳۰ | 2003 QL8    | ۲۰ اوت ۲۰۰۳     |
| ۱۷۲۴۳۱ | 2003 QO16   | ۲۰ اوت ۲۰۰۳     |
| ۱۷۲۴۳۲ | 2003 QD18   | ۲۲ اوت ۲۰۰۳     |
| ۱۷۲۴۳۳ | 2003 QN22   | ۲۰ اوت ۲۰۰۳     |
| ۱۷۲۴۳۴ | 2003 QG24   | ۲۱ اوت ۲۰۰۳     |
| ۱۷۲۴۳۵ | 2003 QX24   | ۲۲ اوت ۲۰۰۳     |
| ۱۷۲۴۳۶ | 2003 QE25   | ۲۲ اوت ۲۰۰۳     |
| ۱۷۲۴۳۷ | 2003 QO37   | ۲۲ اوت ۲۰۰۳     |
| ۱۷۲۴۳۸ | 2003 QW37   | ۲۲ اوت ۲۰۰۳     |
| ۱۷۲۴۳۹ | 2003 QP40   | ۲۲ اوت ۲۰۰۳     |
| ۱۷۲۴۴۰ | 2003 QE42   | ۲۲ اوت ۲۰۰۳     |
| ۱۷۲۴۴۱ | 2003 QR45   | ۲۳ اوت ۲۰۰۳     |
| ۱۷۲۴۴۲ | 2003 QC48   | ۲۰ اوت ۲۰۰۳     |
| ۱۷۲۴۴۳ | 2003 QX52   | ۲۳ اوت ۲۰۰۳     |
| ۱۷۲۴۴۴ | 2003 QN55   | ۲۳ اوت ۲۰۰۳     |
| ۱۷۲۴۴۵ | 2003 QM57   | ۲۳ اوت ۲۰۰۳     |
| ۱۷۲۴۴۶ | 2003 QN58   | ۲۳ اوت ۲۰۰۳     |
| ۱۷۲۴۴۷ | 2003 QX59   | ۲۳ اوت ۲۰۰۳     |
| ۱۷۲۴۴۸ | 2003 QX61   | ۲۳ اوت ۲۰۰۳     |
| ۱۷۲۴۴۹ | 2003 QN65   | ۲۵ اوت ۲۰۰۳     |
| ۱۷۲۴۵۰ | 2003 QR78   | ۲۴ اوت ۲۰۰۳     |
| ۱۷۲۴۵۱ | 2003 QV79   | ۲۴ اوت ۲۰۰۳     |
| ۱۷۲۴۵۲ | 2003 QB93   | ۲۷ اوت ۲۰۰۳     |
| ۱۷۲۴۵۳ | 2003 QD93   | ۲۷ اوت ۲۰۰۳     |
| ۱۷۲۴۵۴ | 2003 QR101  | ۲۹ اوت ۲۰۰۳     |
| ۱۷۲۴۵۵ | 2003 QT107  | ۳۰ اوت ۲۰۰۳     |
| ۱۷۲۴۵۵ | 2003 RW     | ۱ سپتامبر ۲۰۰۳  |
| ۱۷۲۴۵۷ | 2003 RU1    | ۲ سپتامبر ۲۰۰۳  |
| ۱۷۲۴۵۸ | 2003 RF4    | ۱ سپتامبر ۲۰۰۳  |
| ۱۷۲۴۵۹ | 2003 RO5    | ۲ سپتامبر ۲۰۰۳  |
| ۱۷۲۴۶۰ | 2003 RT11   | ۱۵ سپتامبر ۲۰۰۳ |
| ۱۷۲۴۶۱ | 2003 SE4    | ۱۶ سپتامبر ۲۰۰۳ |
| ۱۷۲۴۶۲ | 2003 SF4    | ۱۶ سپتامبر ۲۰۰۳ |
| ۱۷۲۴۶۳ | 2003 SO6    | ۱۷ سپتامبر ۲۰۰۳ |
| ۱۷۲۴۶۴ | 2003 SQ10   | ۱۷ سپتامبر ۲۰۰۳ |
| ۱۷۲۴۶۵ | 2003 SV10   | ۱۷ سپتامبر ۲۰۰۳ |
| ۱۷۲۴۶۶ | 2003 SN17   | ۱۸ سپتامبر ۲۰۰۳ |
| ۱۷۲۴۶۷ | 2003 SZ22   | ۱۶ سپتامبر ۲۰۰۳ |
| ۱۷۲۴۶۸ | 2003 SE37   | ۱۶ سپتامبر ۲۰۰۳ |
| ۱۷۲۴۶۹ | 2003 SF45   | ۱۶ سپتامبر ۲۰۰۳ |
| ۱۷۲۴۷۰ | 2003 SY45   | ۱۶ سپتامبر ۲۰۰۳ |
| ۱۷۲۴۷۱ | 2003 SW46   | ۱۶ سپتامبر ۲۰۰۳ |
| ۱۷۲۴۷۲ | 2003 SM52   | ۱۸ سپتامبر ۲۰۰۳ |
| ۱۷۲۴۷۳ | 2003 SB55   | ۱۶ سپتامبر ۲۰۰۳ |
| ۱۷۲۴۷۴ | 2003 ST70   | ۱۸ سپتامبر ۲۰۰۳ |
| ۱۷۲۴۷۵ | 2003 SA76   | ۱۸ سپتامبر ۲۰۰۳ |
| ۱۷۲۴۷۶ | 2003 SR79   | ۱۹ سپتامبر ۲۰۰۳ |
| ۱۷۲۴۷۷ | 2003 SM86   | ۱۶ سپتامبر ۲۰۰۳ |
| ۱۷۲۴۷۸ | 2003 SM87   | ۱۷ سپتامبر ۲۰۰۳ |
| ۱۷۲۴۷۹ | 2003 SL95   | ۱۹ سپتامبر ۲۰۰۳ |
| ۱۷۲۴۸۰ | 2003 SE97   | ۱۹ سپتامبر ۲۰۰۳ |
| ۱۷۲۴۸۱ | 2003 SN103  | ۲۰ سپتامبر ۲۰۰۳ |
| ۱۷۲۴۸۲ | 2003 SS104  | ۲۰ سپتامبر ۲۰۰۳ |
| ۱۷۲۴۸۳ | 2003 SA108  | ۲۰ سپتامبر ۲۰۰۳ |
| ۱۷۲۴۸۴ | 2003 SC108  | ۲۰ سپتامبر ۲۰۰۳ |
| ۱۷۲۴۸۵ | 2003 ST117  | ۱۶ سپتامبر ۲۰۰۳ |
| ۱۷۲۴۸۶ | 2003 SO120  | ۱۷ سپتامبر ۲۰۰۳ |
| ۱۷۲۴۸۷ | 2003 SP130  | ۲۰ سپتامبر ۲۰۰۳ |
| ۱۷۲۴۸۸ | 2003 ST131  | ۱۸ سپتامبر ۲۰۰۳ |
| ۱۷۲۴۸۹ | 2003 SV138  | ۲۰ سپتامبر ۲۰۰۳ |
| ۱۷۲۴۹۰ | 2003 SV139  | ۱۸ سپتامبر ۲۰۰۳ |
| ۱۷۲۴۹۱ | 2003 SF142  | ۲۰ سپتامبر ۲۰۰۳ |
| ۱۷۲۴۹۲ | 2003 SL146  | ۲۰ سپتامبر ۲۰۰۳ |
| ۱۷۲۴۹۳ | 2003 SB151  | ۱۷ سپتامبر ۲۰۰۳ |
| ۱۷۲۴۹۴ | 2003 SH151  | ۱۷ سپتامبر ۲۰۰۳ |
| ۱۷۲۴۹۵ | 2003 SR155  | ۱۹ سپتامبر ۲۰۰۳ |
| ۱۷۲۴۹۶ | 2003 SC165  | ۲۰ سپتامبر ۲۰۰۳ |
| ۱۷۲۴۹۷ | 2003 SB168  | ۲۳ سپتامبر ۲۰۰۳ |
| ۱۷۲۴۹۸ | 2003 SB169  | ۲۳ سپتامبر ۲۰۰۳ |
| ۱۷۲۴۹۹ | 2003 SJ169  | ۲۳ سپتامبر ۲۰۰۳ |
| ۱۷۲۵۰۰ | 2003 SH171  | ۱۸ سپتامبر ۲۰۰۳ |
| ۱۷۲۵۰۱ | 2003 SV178  | ۱۹ سپتامبر ۲۰۰۳ |
| ۱۷۲۵۰۲ | 2003 SZ180  | ۲۰ سپتامبر ۲۰۰۳ |
| ۱۷۲۵۰۳ | 2003 SK184  | ۲۱ سپتامبر ۲۰۰۳ |
| ۱۷۲۵۰۴ | 2003 SW190  | ۱۷ سپتامبر ۲۰۰۳ |
| ۱۷۲۵۰۵ | 2003 SC202  | ۲۲ سپتامبر ۲۰۰۳ |
| ۱۷۲۵۰۶ | 2003 SB204  | ۲۲ سپتامبر ۲۰۰۳ |
| ۱۷۲۵۰۷ | 2003 SH208  | ۲۳ سپتامبر ۲۰۰۳ |
| ۱۷۲۵۰۸ | 2003 SU212  | ۲۵ سپتامبر ۲۰۰۳ |
| ۱۷۲۵۰۹ | 2003 SS218  | ۲۸ سپتامبر ۲۰۰۳ |
| ۱۷۲۵۱۰ | 2003 ST224  | ۲۸ سپتامبر ۲۰۰۳ |
| ۱۷۲۵۱۱ | 2003 SZ224  | ۲۵ سپتامبر ۲۰۰۳ |
| ۱۷۲۵۱۲ | 2003 SN231  | ۲۴ سپتامبر ۲۰۰۳ |
| ۱۷۲۵۱۳ | 2003 SU241  | ۲۷ سپتامبر ۲۰۰۳ |
| ۱۷۲۵۱۴ | 2003 SV242  | ۲۷ سپتامبر ۲۰۰۳ |
| ۱۷۲۵۱۵ | 2003 SC247  | ۲۶ سپتامبر ۲۰۰۳ |
| ۱۷۲۵۱۶ | 2003 SN247  | ۲۶ سپتامبر ۲۰۰۳ |
| ۱۷۲۵۱۷ | 2003 SQ247  | ۲۶ سپتامبر ۲۰۰۳ |
| ۱۷۲۵۱۸ | 2003 SD251  | ۲۶ سپتامبر ۲۰۰۳ |
| ۱۷۲۵۱۹ | 2003 SQ255  | ۲۷ سپتامبر ۲۰۰۳ |
| ۱۷۲۵۲۰ | 2003 SL261  | ۲۷ سپتامبر ۲۰۰۳ |
| ۱۷۲۵۲۱ | 2003 SG266  | ۲۹ سپتامبر ۲۰۰۳ |
| ۱۷۲۵۲۲ | 2003 SP269  | ۲۸ سپتامبر ۲۰۰۳ |
| ۱۷۲۵۲۳ | 2003 SO291  | ۳۰ سپتامبر ۲۰۰۳ |
| ۱۷۲۵۲۴ | 2003 SK310  | ۲۸ سپتامبر ۲۰۰۳ |
| ۱۷۲۵۲۵ | Adamblock   | ۴ اکتبر ۲۰۰۳    |
| ۱۷۲۵۲۶ | 2003 TN3    | ۴ اکتبر ۲۰۰۳    |
| ۱۷۲۵۲۷ | 2003 TT4    | ۱ اکتبر ۲۰۰۳    |
| ۱۷۲۵۲۸ | 2003 TL13   | ۱۴ اکتبر ۲۰۰۳   |
| ۱۷۲۵۲۹ | 2003 TK26   | ۱ اکتبر ۲۰۰۳    |
| ۱۷۲۵۳۰ | 2003 TF50   | ۳ اکتبر ۲۰۰۳    |
| ۱۷۲۵۳۱ | 2003 TW57   | ۱۵ اکتبر ۲۰۰۳   |
| ۱۷۲۵۳۲ | 2003 UN8    | ۱۶ اکتبر ۲۰۰۳   |
| ۱۷۲۵۳۳ | 2003 UO9    | ۲۰ اکتبر ۲۰۰۳   |
| ۱۷۲۵۳۴ | 2003 UT11   | ۲۰ اکتبر ۲۰۰۳   |
| ۱۷۲۵۳۵ | 2003 UV21   | ۲۱ اکتبر ۲۰۰۳   |
| ۱۷۲۵۳۶ | 2003 UM26   | ۲۵ اکتبر ۲۰۰۳   |
| ۱۷۲۵۳۷ | 2003 UH27   | ۲۳ اکتبر ۲۰۰۳   |
| ۱۷۲۵۳۸ | 2003 UZ36   | ۱۶ اکتبر ۲۰۰۳   |
| ۱۷۲۵۳۹ | 2003 UP37   | ۱۷ اکتبر ۲۰۰۳   |
| ۱۷۲۵۴۰ | 2003 UV40   | ۱۶ اکتبر ۲۰۰۳   |
| ۱۷۲۵۴۱ | 2003 UM48   | ۱۶ اکتبر ۲۰۰۳   |
| ۱۷۲۵۴۲ | 2003 UU48   | ۱۶ اکتبر ۲۰۰۳   |
| ۱۷۲۵۴۳ | 2003 UX49   | ۱۶ اکتبر ۲۰۰۳   |
| ۱۷۲۵۴۴ | 2003 UX52   | ۱۸ اکتبر ۲۰۰۳   |
| ۱۷۲۵۴۵ | 2003 UX53   | ۱۸ اکتبر ۲۰۰۳   |
| ۱۷۲۵۴۶ | 2003 UH56   | ۱۹ اکتبر ۲۰۰۳   |
| ۱۷۲۵۴۷ | 2003 UU60   | ۱۶ اکتبر ۲۰۰۳   |
| ۱۷۲۵۴۸ | 2003 UA80   | ۱۷ اکتبر ۲۰۰۳   |
| ۱۷۲۵۴۹ | 2003 UR88   | ۱۹ اکتبر ۲۰۰۳   |
| ۱۷۲۵۵۰ | 2003 UC92   | ۲۰ اکتبر ۲۰۰۳   |
| ۱۷۲۵۵۱ | 2003 UC94   | ۱۸ اکتبر ۲۰۰۳   |
| ۱۷۲۵۵۲ | 2003 UL95   | ۱۸ اکتبر ۲۰۰۳   |
| ۱۷۲۵۵۳ | 2003 UX100  | ۲۰ اکتبر ۲۰۰۳   |
| ۱۷۲۵۵۴ | 2003 UR104  | ۱۸ اکتبر ۲۰۰۳   |
| ۱۷۲۵۵۵ | 2003 US109  | ۱۹ اکتبر ۲۰۰۳   |
| ۱۷۲۵۵۶ | 2003 UZ112  | ۲۰ اکتبر ۲۰۰۳   |
| ۱۷۲۵۵۷ | 2003 UC116  | ۲۱ اکتبر ۲۰۰۳   |
| ۱۷۲۵۵۸ | 2003 UM133  | ۲۰ اکتبر ۲۰۰۳   |
| ۱۷۲۵۵۹ | 2003 UZ133  | ۲۰ اکتبر ۲۰۰۳   |
| ۱۷۲۵۶۰ | 2003 UU134  | ۲۰ اکتبر ۲۰۰۳   |
| ۱۷۲۵۶۱ | 2003 UW134  | ۲۰ اکتبر ۲۰۰۳   |
| ۱۷۲۵۶۲ | 2003 UM147  | ۱۸ اکتبر ۲۰۰۳   |
| ۱۷۲۵۶۳ | 2003 UO149  | ۲۰ اکتبر ۲۰۰۳   |
| ۱۷۲۵۶۴ | 2003 UU161  | ۲۱ اکتبر ۲۰۰۳   |
| ۱۷۲۵۶۵ | 2003 UZ164  | ۲۱ اکتبر ۲۰۰۳   |
| ۱۷۲۵۶۶ | 2003 UH165  | ۲۱ اکتبر ۲۰۰۳   |
| ۱۷۲۵۶۷ | 2003 UX166  | ۲۲ اکتبر ۲۰۰۳   |
| ۱۷۲۵۶۸ | 2003 UB171  | ۱۹ اکتبر ۲۰۰۳   |
| ۱۷۲۵۶۹ | 2003 UB175  | ۲۱ اکتبر ۲۰۰۳   |
| ۱۷۲۵۷۰ | 2003 UX178  | ۲۱ اکتبر ۲۰۰۳   |
| ۱۷۲۵۷۱ | 2003 UD179  | ۲۱ اکتبر ۲۰۰۳   |
| ۱۷۲۵۷۲ | 2003 UJ190  | ۲۲ اکتبر ۲۰۰۳   |
| ۱۷۲۵۷۳ | 2003 UL201  | ۲۱ اکتبر ۲۰۰۳   |
| ۱۷۲۵۷۴ | 2003 UA207  | ۲۲ اکتبر ۲۰۰۳   |
| ۱۷۲۵۷۵ | 2003 UO222  | ۲۲ اکتبر ۲۰۰۳   |
| ۱۷۲۵۷۶ | 2003 UK229  | ۲۳ اکتبر ۲۰۰۳   |
| ۱۷۲۵۷۷ | 2003 UF240  | ۲۴ اکتبر ۲۰۰۳   |
| ۱۷۲۵۷۸ | 2003 UR246  | ۲۴ اکتبر ۲۰۰۳   |
| ۱۷۲۵۷۹ | 2003 UC249  | ۲۵ اکتبر ۲۰۰۳   |
| ۱۷۲۵۸۰ | 2003 UQ249  | ۲۵ اکتبر ۲۰۰۳   |
| ۱۷۲۵۸۱ | 2003 UC250  | ۲۵ اکتبر ۲۰۰۳   |
| ۱۷۲۵۸۲ | 2003 UE252  | ۲۶ اکتبر ۲۰۰۳   |
| ۱۷۲۵۸۳ | 2003 UZ264  | ۲۷ اکتبر ۲۰۰۳   |
| ۱۷۲۵۸۴ | 2003 UO267  | ۲۸ اکتبر ۲۰۰۳   |
| ۱۷۲۵۸۵ | 2003 UR271  | ۲۸ اکتبر ۲۰۰۳   |
| ۱۷۲۵۸۶ | 2003 UR274  | ۳۰ اکتبر ۲۰۰۳   |
| ۱۷۲۵۸۷ | 2003 UW275  | ۲۹ اکتبر ۲۰۰۳   |
| ۱۷۲۵۸۸ | 2003 UJ282  | ۲۹ اکتبر ۲۰۰۳   |
| ۱۷۲۵۸۹ | 2003 UM282  | ۲۹ اکتبر ۲۰۰۳   |
| ۱۷۲۵۹۰ | 2003 UK283  | ۳۰ اکتبر ۲۰۰۳   |
| ۱۷۲۵۹۱ | 2003 UP290  | ۲۳ اکتبر ۲۰۰۳   |
| ۱۷۲۵۹۲ | 2003 UD298  | ۱۶ اکتبر ۲۰۰۳   |
| ۱۷۲۵۹۲ | 2003 VM     | ۵ نوامبر ۲۰۰۳   |
| ۱۷۲۵۹۴ | 2003 WL8    | ۱۶ نوامبر ۲۰۰۳  |
| ۱۷۲۵۹۵ | 2003 WS16   | ۱۸ نوامبر ۲۰۰۳  |
| ۱۷۲۵۹۶ | 2003 WA21   | ۱۹ نوامبر ۲۰۰۳  |
| ۱۷۲۵۹۷ | 2003 WC28   | ۱۶ نوامبر ۲۰۰۳  |
| ۱۷۲۵۹۸ | 2003 WK31   | ۱۸ نوامبر ۲۰۰۳  |
| ۱۷۲۵۹۹ | 2003 WO31   | ۱۸ نوامبر ۲۰۰۳  |
| ۱۷۲۶۰۰ | 2003 WY35   | ۱۹ نوامبر ۲۰۰۳  |
| ۱۷۲۶۰۱ | 2003 WG43   | ۱۸ نوامبر ۲۰۰۳  |
| ۱۷۲۶۰۲ | 2003 WA49   | ۱۹ نوامبر ۲۰۰۳  |
| ۱۷۲۶۰۳ | 2003 WX54   | ۲۰ نوامبر ۲۰۰۳  |
| ۱۷۲۶۰۴ | 2003 WB66   | ۱۹ نوامبر ۲۰۰۳  |
| ۱۷۲۶۰۵ | 2003 WM73   | ۲۰ نوامبر ۲۰۰۳  |
| ۱۷۲۶۰۶ | 2003 WB81   | ۲۰ نوامبر ۲۰۰۳  |
| ۱۷۲۶۰۷ | 2003 WS83   | ۲۱ نوامبر ۲۰۰۳  |
| ۱۷۲۶۰۸ | 2003 WA86   | ۲۰ نوامبر ۲۰۰۳  |
| ۱۷۲۶۰۹ | 2003 WA87   | ۲۱ نوامبر ۲۰۰۳  |
| ۱۷۲۶۱۰ | 2003 WN95   | ۱۹ نوامبر ۲۰۰۳  |
| ۱۷۲۶۱۱ | 2003 WD99   | ۲۰ نوامبر ۲۰۰۳  |
| ۱۷۲۶۱۲ | 2003 WN99   | ۲۰ نوامبر ۲۰۰۳  |
| ۱۷۲۶۱۳ | 2003 WE101  | ۲۱ نوامبر ۲۰۰۳  |
| ۱۷۲۶۱۴ | 2003 WY119  | ۲۰ نوامبر ۲۰۰۳  |
| ۱۷۲۶۱۵ | 2003 WB132  | ۱۹ نوامبر ۲۰۰۳  |
| ۱۷۲۶۱۶ | 2003 WX137  | ۲۱ نوامبر ۲۰۰۳  |
| ۱۷۲۶۱۷ | 2003 WG139  | ۲۱ نوامبر ۲۰۰۳  |
| ۱۷۲۶۱۸ | 2003 WH139  | ۲۱ نوامبر ۲۰۰۳  |
| ۱۷۲۶۱۹ | 2003 WO139  | ۲۱ نوامبر ۲۰۰۳  |
| ۱۷۲۶۲۰ | 2003 WD140  | ۲۱ نوامبر ۲۰۰۳  |
| ۱۷۲۶۲۱ | 2003 WO141  | ۲۱ نوامبر ۲۰۰۳  |
| ۱۷۲۶۲۲ | 2003 WY144  | ۲۱ نوامبر ۲۰۰۳  |
| ۱۷۲۶۲۳ | 2003 WW158  | ۲۹ نوامبر ۲۰۰۳  |
| ۱۷۲۶۲۴ | 2003 WR159  | ۲۹ نوامبر ۲۰۰۳  |
| ۱۷۲۶۲۵ | 2003 WF174  | ۱۹ نوامبر ۲۰۰۳  |
| ۱۷۲۶۲۶ | 2003 XY4    | ۱ دسامبر ۲۰۰۳   |
| ۱۷۲۶۲۷ | 2003 XP10   | ۹ دسامبر ۲۰۰۳   |
| ۱۷۲۶۲۸ | 2003 XD16   | ۱۴ دسامبر ۲۰۰۳  |
| ۱۷۲۶۲۹ | 2003 XD17   | ۱۴ دسامبر ۲۰۰۳  |
| ۱۷۲۶۳۰ | 2003 XJ17   | ۱۵ دسامبر ۲۰۰۳  |
| ۱۷۲۶۳۱ | 2003 XX20   | ۱۴ دسامبر ۲۰۰۳  |
| ۱۷۲۶۳۲ | 2003 XV29   | ۱ دسامبر ۲۰۰۳   |
| ۱۷۲۶۳۳ | 2003 YU7    | ۲۰ دسامبر ۲۰۰۳  |
| ۱۷۲۶۳۴ | 2003 YY13   | ۱۷ دسامبر ۲۰۰۳  |
| ۱۷۲۶۳۵ | 2003 YV14   | ۱۷ دسامبر ۲۰۰۳  |
| ۱۷۲۶۳۶ | 2003 YZ14   | ۱۷ دسامبر ۲۰۰۳  |
| ۱۷۲۶۳۷ | 2003 YK21   | ۱۷ دسامبر ۲۰۰۳  |
| ۱۷۲۶۳۸ | 2003 YM21   | ۱۷ دسامبر ۲۰۰۳  |
| ۱۷۲۶۳۹ | 2003 YP37   | ۱۸ دسامبر ۲۰۰۳  |
| ۱۷۲۶۴۰ | 2003 YY44   | ۲۰ دسامبر ۲۰۰۳  |
| ۱۷۲۶۴۱ | 2003 YJ46   | ۱۷ دسامبر ۲۰۰۳  |
| ۱۷۲۶۴۲ | 2003 YA47   | ۱۷ دسامبر ۲۰۰۳  |
| ۱۷۲۶۴۳ | 2003 YY47   | ۱۸ دسامبر ۲۰۰۳  |
| ۱۷۲۶۴۴ | 2003 YA48   | ۱۸ دسامبر ۲۰۰۳  |
| ۱۷۲۶۴۵ | 2003 YU52   | ۱۹ دسامبر ۲۰۰۳  |
| ۱۷۲۶۴۶ | 2003 YK54   | ۱۹ دسامبر ۲۰۰۳  |
| ۱۷۲۶۴۷ | 2003 YC56   | ۱۹ دسامبر ۲۰۰۳  |
| ۱۷۲۶۴۸ | 2003 YM56   | ۱۹ دسامبر ۲۰۰۳  |
| ۱۷۲۶۴۹ | 2003 YO58   | ۱۹ دسامبر ۲۰۰۳  |
| ۱۷۲۶۵۰ | 2003 YV66   | ۲۰ دسامبر ۲۰۰۳  |
| ۱۷۲۶۵۱ | 2003 YM71   | ۱۸ دسامبر ۲۰۰۳  |
| ۱۷۲۶۵۲ | 2003 YE77   | ۱۸ دسامبر ۲۰۰۳  |
| ۱۷۲۶۵۳ | 2003 YO77   | ۱۸ دسامبر ۲۰۰۳  |
| ۱۷۲۶۵۴ | 2003 YL80   | ۱۸ دسامبر ۲۰۰۳  |
| ۱۷۲۶۵۵ | 2003 YX80   | ۱۸ دسامبر ۲۰۰۳  |
| ۱۷۲۶۵۶ | 2003 YD82   | ۱۸ دسامبر ۲۰۰۳  |
| ۱۷۲۶۵۷ | 2003 YH82   | ۱۸ دسامبر ۲۰۰۳  |
| ۱۷۲۶۵۸ | 2003 YV83   | ۱۹ دسامبر ۲۰۰۳  |
| ۱۷۲۶۵۹ | 2003 YW92   | ۲۱ دسامبر ۲۰۰۳  |
| ۱۷۲۶۶۰ | 2003 YE94   | ۲۱ دسامبر ۲۰۰۳  |
| ۱۷۲۶۶۱ | 2003 YE96   | ۱۹ دسامبر ۲۰۰۳  |
| ۱۷۲۶۶۲ | 2003 YX97   | ۱۹ دسامبر ۲۰۰۳  |
| ۱۷۲۶۶۳ | 2003 YP101  | ۱۹ دسامبر ۲۰۰۳  |
| ۱۷۲۶۶۴ | 2003 YA103  | ۱۹ دسامبر ۲۰۰۳  |
| ۱۷۲۶۶۵ | 2003 YE103  | ۱۹ دسامبر ۲۰۰۳  |
| ۱۷۲۶۶۶ | 2003 YB113  | ۲۳ دسامبر ۲۰۰۳  |
| ۱۷۲۶۶۷ | 2003 YY113  | ۲۴ دسامبر ۲۰۰۳  |
| ۱۷۲۶۶۸ | 2003 YT115  | ۲۷ دسامبر ۲۰۰۳  |
| ۱۷۲۶۶۹ | 2003 YR118  | ۲۷ دسامبر ۲۰۰۳  |
| ۱۷۲۶۷۰ | 2003 YD119  | ۲۷ دسامبر ۲۰۰۳  |
| ۱۷۲۶۷۱ | 2003 YS119  | ۲۷ دسامبر ۲۰۰۳  |
| ۱۷۲۶۷۲ | 2003 YV125  | ۲۷ دسامبر ۲۰۰۳  |
| ۱۷۲۶۷۳ | 2003 YH126  | ۲۷ دسامبر ۲۰۰۳  |
| ۱۷۲۶۷۴ | 2003 YW130  | ۲۸ دسامبر ۲۰۰۳  |
| ۱۷۲۶۷۵ | 2003 YM134  | ۲۸ دسامبر ۲۰۰۳  |
| ۱۷۲۶۷۶ | 2003 YD136  | ۳۰ دسامبر ۲۰۰۳  |
| ۱۷۲۶۷۷ | 2003 YA137  | ۲۷ دسامبر ۲۰۰۳  |
| ۱۷۲۶۷۸ | 2003 YM137  | ۲۷ دسامبر ۲۰۰۳  |
| ۱۷۲۶۷۹ | 2003 YW137  | ۲۷ دسامبر ۲۰۰۳  |
| ۱۷۲۶۸۰ | 2003 YK138  | ۲۷ دسامبر ۲۰۰۳  |
| ۱۷۲۶۸۱ | 2003 YR146  | ۲۸ دسامبر ۲۰۰۳  |
| ۱۷۲۶۸۲ | 2003 YD147  | ۲۹ دسامبر ۲۰۰۳  |
| ۱۷۲۶۸۳ | 2003 YX148  | ۲۹ دسامبر ۲۰۰۳  |
| ۱۷۲۶۸۴ | 2003 YQ149  | ۲۹ دسامبر ۲۰۰۳  |
| ۱۷۲۶۸۵ | 2003 YG155  | ۳۰ دسامبر ۲۰۰۳  |
| ۱۷۲۶۸۶ | 2003 YR155  | ۲۶ دسامبر ۲۰۰۳  |
| ۱۷۲۶۸۷ | 2003 YQ162  | ۱۷ دسامبر ۲۰۰۳  |
| ۱۷۲۶۸۸ | 2003 YY163  | ۱۷ دسامبر ۲۰۰۳  |
| ۱۷۲۶۸۹ | 2003 YQ169  | ۱۸ دسامبر ۲۰۰۳  |
| ۱۷۲۶۹۰ | 2003 YC175  | ۱۹ دسامبر ۲۰۰۳  |
| ۱۷۲۶۹۱ | 2003 YG175  | ۱۹ دسامبر ۲۰۰۳  |
| ۱۷۲۶۹۲ | 2004 AR5    | ۱۳ ژانویه ۲۰۰۴  |
| ۱۷۲۶۹۳ | 2004 AV5    | ۱۳ ژانویه ۲۰۰۴  |
| ۱۷۲۶۹۴ | 2004 AZ7    | ۱۳ ژانویه ۲۰۰۴  |
| ۱۷۲۶۹۵ | 2004 BO5    | ۱۶ ژانویه ۲۰۰۴  |
| ۱۷۲۶۹۶ | 2004 BE7    | ۱۶ ژانویه ۲۰۰۴  |
| ۱۷۲۶۹۷ | 2004 BT11   | ۱۶ ژانویه ۲۰۰۴  |
| ۱۷۲۶۹۸ | 2004 BO15   | ۱۶ ژانویه ۲۰۰۴  |
| ۱۷۲۶۹۹ | 2004 BR23   | ۱۸ ژانویه ۲۰۰۴  |
| ۱۷۲۷۰۰ | 2004 BJ24   | ۱۹ ژانویه ۲۰۰۴  |
| ۱۷۲۷۰۱ | 2004 BM25   | ۱۹ ژانویه ۲۰۰۴  |
| ۱۷۲۷۰۲ | 2004 BF28   | ۱۸ ژانویه ۲۰۰۴  |
| ۱۷۲۷۰۳ | 2004 BE29   | ۱۸ ژانویه ۲۰۰۴  |
| ۱۷۲۷۰۴ | 2004 BS31   | ۱۹ ژانویه ۲۰۰۴  |
| ۱۷۲۷۰۵ | 2004 BK32   | ۱۹ ژانویه ۲۰۰۴  |
| ۱۷۲۷۰۶ | 2004 BQ35   | ۱۹ ژانویه ۲۰۰۴  |
| ۱۷۲۷۰۷ | 2004 BW43   | ۲۲ ژانویه ۲۰۰۴  |
| ۱۷۲۷۰۸ | 2004 BT46   | ۲۱ ژانویه ۲۰۰۴  |
| ۱۷۲۷۰۹ | 2004 BZ48   | ۲۱ ژانویه ۲۰۰۴  |
| ۱۷۲۷۱۰ | 2004 BD49   | ۲۱ ژانویه ۲۰۰۴  |
| ۱۷۲۷۱۱ | 2004 BG55   | ۲۲ ژانویه ۲۰۰۴  |
| ۱۷۲۷۱۲ | 2004 BT56   | ۲۳ ژانویه ۲۰۰۴  |
| ۱۷۲۷۱۳ | 2004 BA60   | ۲۱ ژانویه ۲۰۰۴  |
| ۱۷۲۷۱۴ | 2004 BS62   | ۲۲ ژانویه ۲۰۰۴  |
| ۱۷۲۷۱۵ | 2004 BP67   | ۲۴ ژانویه ۲۰۰۴  |
| ۱۷۲۷۱۶ | 2004 BS77   | ۲۲ ژانویه ۲۰۰۴  |
| ۱۷۲۷۱۷ | 2004 BS81   | ۲۶ ژانویه ۲۰۰۴  |
| ۱۷۲۷۱۸ | 2004 BD85   | ۲۸ ژانویه ۲۰۰۴  |
| ۱۷۲۷۱۹ | 2004 BQ89   | ۲۳ ژانویه ۲۰۰۴  |
| ۱۷۲۷۲۰ | 2004 BO93   | ۲۸ ژانویه ۲۰۰۴  |
| ۱۷۲۷۲۱ | 2004 BH101  | ۲۸ ژانویه ۲۰۰۴  |
| ۱۷۲۷۲۲ | 2004 BV102  | ۳۱ ژانویه ۲۰۰۴  |
| ۱۷۲۷۲۳ | 2004 BL108  | ۲۸ ژانویه ۲۰۰۴  |
| ۱۷۲۷۲۴ | 2004 BR111  | ۲۹ ژانویه ۲۰۰۴  |
| ۱۷۲۷۲۵ | 2004 BG112  | ۲۴ ژانویه ۲۰۰۴  |
| ۱۷۲۷۲۶ | 2004 BK114  | ۲۹ ژانویه ۲۰۰۴  |
| ۱۷۲۷۲۷ | 2004 BF118  | ۲۹ ژانویه ۲۰۰۴  |
| ۱۷۲۷۲۸ | 2004 BN119  | ۳۰ ژانویه ۲۰۰۴  |
| ۱۷۲۷۲۹ | 2004 BF120  | ۳۰ ژانویه ۲۰۰۴  |
| ۱۷۲۷۳۰ | 2004 BL120  | ۳۱ ژانویه ۲۰۰۴  |
| ۱۷۲۷۳۱ | 2004 BY120  | ۳۱ ژانویه ۲۰۰۴  |
| ۱۷۲۷۳۲ | 2004 BZ120  | ۳۱ ژانویه ۲۰۰۴  |
| ۱۷۲۷۳۳ | 2004 BR122  | ۱۸ ژانویه ۲۰۰۴  |
| ۱۷۲۷۳۴ | Giansimon   | ۱۰ فوریه ۲۰۰۴   |
| ۱۷۲۷۳۵ | 2004 CF3    | ۹ فوریه ۲۰۰۴    |
| ۱۷۲۷۳۶ | 2004 CA8    | ۱۰ فوریه ۲۰۰۴   |
| ۱۷۲۷۳۷ | 2004 CD9    | ۱۱ فوریه ۲۰۰۴   |
| ۱۷۲۷۳۸ | 2004 CF12   | ۱۱ فوریه ۲۰۰۴   |
| ۱۷۲۷۳۹ | 2004 CT23   | ۱۲ فوریه ۲۰۰۴   |
| ۱۷۲۷۴۰ | 2004 CZ27   | ۱۲ فوریه ۲۰۰۴   |
| ۱۷۲۷۴۱ | 2004 CG61   | ۱۱ فوریه ۲۰۰۴   |
| ۱۷۲۷۴۲ | 2004 CC67   | ۱۵ فوریه ۲۰۰۴   |
| ۱۷۲۷۴۳ | 2004 CO74   | ۱۱ فوریه ۲۰۰۴   |
| ۱۷۲۷۴۴ | 2004 CX78   | ۱۱ فوریه ۲۰۰۴   |
| ۱۷۲۷۴۵ | 2004 CQ81   | ۱۲ فوریه ۲۰۰۴   |
| ۱۷۲۷۴۶ | 2004 CB86   | ۱۴ فوریه ۲۰۰۴   |
| ۱۷۲۷۴۷ | 2004 CZ88   | ۱۱ فوریه ۲۰۰۴   |
| ۱۷۲۷۴۸ | 2004 CX96   | ۱۲ فوریه ۲۰۰۴   |
| ۱۷۲۷۴۹ | 2004 CB98   | ۱۴ فوریه ۲۰۰۴   |
| ۱۷۲۷۵۰ | 2004 CE98   | ۱۴ فوریه ۲۰۰۴   |
| ۱۷۲۷۵۱ | 2004 CJ100  | ۱۵ فوریه ۲۰۰۴   |
| ۱۷۲۷۵۲ | 2004 CF108  | ۱۵ فوریه ۲۰۰۴   |
| ۱۷۲۷۵۳ | 2004 CO117  | ۱۱ فوریه ۲۰۰۴   |
| ۱۷۲۷۵۳ | 2004 DM     | ۱۶ فوریه ۲۰۰۴   |
| ۱۷۲۷۵۵ | 2004 DV6    | ۱۶ فوریه ۲۰۰۴   |
| ۱۷۲۷۵۶ | 2004 DJ12   | ۱۷ فوریه ۲۰۰۴   |
| ۱۷۲۷۵۷ | 2004 DT12   | ۱۶ فوریه ۲۰۰۴   |
| ۱۷۲۷۵۸ | 2004 DC18   | ۱۸ فوریه ۲۰۰۴   |
| ۱۷۲۷۵۹ | 2004 DK23   | ۱۸ فوریه ۲۰۰۴   |
| ۱۷۲۷۶۰ | 2004 DQ23   | ۱۸ فوریه ۲۰۰۴   |
| ۱۷۲۷۶۱ | 2004 DP24   | ۱۹ فوریه ۲۰۰۴   |
| ۱۷۲۷۶۲ | 2004 DN25   | ۲۲ فوریه ۲۰۰۴   |
| ۱۷۲۷۶۳ | 2004 DJ32   | ۱۸ فوریه ۲۰۰۴   |
| ۱۷۲۷۶۴ | 2004 DY42   | ۲۳ فوریه ۲۰۰۴   |
| ۱۷۲۷۶۵ | 2004 DW51   | ۲۳ فوریه ۲۰۰۴   |
| ۱۷۲۷۶۶ | 2004 DR56   | ۲۲ فوریه ۲۰۰۴   |
| ۱۷۲۷۶۷ | 2004 DH60   | ۲۶ فوریه ۲۰۰۴   |
| ۱۷۲۷۶۸ | 2004 DJ60   | ۲۶ فوریه ۲۰۰۴   |
| ۱۷۲۷۶۹ | 2004 DV75   | ۱۷ فوریه ۲۰۰۴   |
| ۱۷۲۷۷۰ | 2004 EV2    | ۹ مارس ۲۰۰۴     |
| ۱۷۲۷۷۱ | 2004 ER3    | ۱۰ مارس ۲۰۰۴    |
| ۱۷۲۷۷۲ | 2004 EZ12   | ۱۱ مارس ۲۰۰۴    |
| ۱۷۲۷۷۳ | 2004 EQ15   | ۱۲ مارس ۲۰۰۴    |
| ۱۷۲۷۷۴ | 2004 EO23   | ۱۵ مارس ۲۰۰۴    |
| ۱۷۲۷۷۵ | 2004 EW30   | ۱۵ مارس ۲۰۰۴    |
| ۱۷۲۷۷۶ | 2004 ER31   | ۱۴ مارس ۲۰۰۴    |
| ۱۷۲۷۷۷ | 2004 EL57   | ۱۵ مارس ۲۰۰۴    |
| ۱۷۲۷۷۸ | 2004 EE64   | ۱۴ مارس ۲۰۰۴    |
| ۱۷۲۷۷۹ | 2004 ET65   | ۱۴ مارس ۲۰۰۴    |
| ۱۷۲۷۸۰ | 2004 ED66   | ۱۴ مارس ۲۰۰۴    |
| ۱۷۲۷۸۱ | 2004 EV75   | ۱۴ مارس ۲۰۰۴    |
| ۱۷۲۷۸۲ | 2004 EZ75   | ۱۵ مارس ۲۰۰۴    |
| ۱۷۲۷۸۳ | 2004 EL80   | ۱۴ مارس ۲۰۰۴    |
| ۱۷۲۷۸۴ | 2004 EH83   | ۱۴ مارس ۲۰۰۴    |
| ۱۷۲۷۸۵ | 2004 ES114  | ۱۱ مارس ۲۰۰۴    |
| ۱۷۲۷۸۶ | 2004 FX14   | ۱۶ مارس ۲۰۰۴    |
| ۱۷۲۷۸۷ | 2004 FK15   | ۱۶ مارس ۲۰۰۴    |
| ۱۷۲۷۸۸ | 2004 FH17   | ۲۳ مارس ۲۰۰۴    |
| ۱۷۲۷۸۹ | 2004 FQ31   | ۳۰ مارس ۲۰۰۴    |
| ۱۷۲۷۹۰ | 2004 FQ32   | ۱۶ مارس ۲۰۰۴    |
| ۱۷۲۷۹۱ | 2004 FY35   | ۱۶ مارس ۲۰۰۴    |
| ۱۷۲۷۹۲ | 2004 FW40   | ۱۸ مارس ۲۰۰۴    |
| ۱۷۲۷۹۳ | 2004 FP42   | ۱۸ مارس ۲۰۰۴    |
| ۱۷۲۷۹۴ | 2004 FU60   | ۱۸ مارس ۲۰۰۴    |
| ۱۷۲۷۹۵ | 2004 FT62   | ۱۹ مارس ۲۰۰۴    |
| ۱۷۲۷۹۶ | 2004 FP91   | ۲۲ مارس ۲۰۰۴    |
| ۱۷۲۷۹۷ | 2004 FN103  | ۲۳ مارس ۲۰۰۴    |
| ۱۷۲۷۹۸ | 2004 FU108  | ۲۳ مارس ۲۰۰۴    |
| ۱۷۲۷۹۹ | 2004 FE112  | ۲۶ مارس ۲۰۰۴    |
| ۱۷۲۸۰۰ | 2004 FW122  | ۲۶ مارس ۲۰۰۴    |
| ۱۷۲۸۰۱ | 2004 FS129  | ۱۹ مارس ۲۰۰۴    |
| ۱۷۲۸۰۲ | 2004 FJ132  | ۲۳ مارس ۲۰۰۴    |
| ۱۷۲۸۰۳ | 2004 FH139  | ۲۰ مارس ۲۰۰۴    |
| ۱۷۲۸۰۴ | 2004 FL143  | ۲۸ مارس ۲۰۰۴    |
| ۱۷۲۸۰۵ | 2004 FQ156  | ۱۷ مارس ۲۰۰۴    |
| ۱۷۲۸۰۶ | 2004 GT10   | ۱۳ آوریل ۲۰۰۴   |
| ۱۷۲۸۰۷ | 2004 GC16   | ۱۰ آوریل ۲۰۰۴   |
| ۱۷۲۸۰۸ | 2004 GS26   | ۱۴ آوریل ۲۰۰۴   |
| ۱۷۲۸۰۹ | 2004 GV27   | ۱۵ آوریل ۲۰۰۴   |
| ۱۷۲۸۱۰ | 2004 GR32   | ۱۲ آوریل ۲۰۰۴   |
| ۱۷۲۸۱۱ | 2004 GO35   | ۱۳ آوریل ۲۰۰۴   |
| ۱۷۲۸۱۲ | 2004 GG38   | ۱۵ آوریل ۲۰۰۴   |
| ۱۷۲۸۱۳ | 2004 GD55   | ۱۳ آوریل ۲۰۰۴   |
| ۱۷۲۸۱۴ | 2004 GV55   | ۱۳ آوریل ۲۰۰۴   |
| ۱۷۲۸۱۵ | 2004 GD88   | ۱۳ آوریل ۲۰۰۴   |
| ۱۷۲۸۱۶ | 2004 HX1    | ۲۰ آوریل ۲۰۰۴   |
| ۱۷۲۸۱۷ | 2004 HS54   | ۲۱ آوریل ۲۰۰۴   |
| ۱۷۲۸۱۸ | 2004 HS58   | ۲۴ آوریل ۲۰۰۴   |
| ۱۷۲۸۱۹ | 2004 JN42   | ۱۵ مه ۲۰۰۴      |
| ۱۷۲۸۲۰ | 2004 RN2    | ۶ سپتامبر ۲۰۰۴  |
| ۱۷۲۸۲۱ | 2004 RB138  | ۸ سپتامبر ۲۰۰۴  |
| ۱۷۲۸۲۲ | 2004 TD13   | ۶ اکتبر ۲۰۰۴    |
| ۱۷۲۸۲۳ | 2004 TL183  | ۷ اکتبر ۲۰۰۴    |
| ۱۷۲۸۲۳ | 2004 XA     | ۱ دسامبر ۲۰۰۴   |
| ۱۷۲۸۲۵ | 2004 YH14   | ۱۸ دسامبر ۲۰۰۴  |
| ۱۷۲۸۲۶ | 2004 YL31   | ۱۹ دسامبر ۲۰۰۴  |
| ۱۷۲۸۲۷ | 2005 AA2    | ۱ ژانویه ۲۰۰۵   |
| ۱۷۲۸۲۸ | 2005 AQ9    | ۷ ژانویه ۲۰۰۵   |
| ۱۷۲۸۲۹ | 2005 AV13   | ۷ ژانویه ۲۰۰۵   |
| ۱۷۲۸۳۰ | 2005 AB82   | ۷ ژانویه ۲۰۰۵   |
| ۱۷۲۸۳۱ | 2005 CC4    | ۱ فوریه ۲۰۰۵    |
| ۱۷۲۸۳۲ | 2005 CN4    | ۱ فوریه ۲۰۰۵    |
| ۱۷۲۸۳۳ | 2005 CZ11   | ۱ فوریه ۲۰۰۵    |
| ۱۷۲۸۳۴ | 2005 CO18   | ۲ فوریه ۲۰۰۵    |
| ۱۷۲۸۳۵ | 2005 CW36   | ۳ فوریه ۲۰۰۵    |
| ۱۷۲۸۳۶ | 2005 CX37   | ۷ فوریه ۲۰۰۵    |
| ۱۷۲۸۳۷ | 2005 CR43   | ۲ فوریه ۲۰۰۵    |
| ۱۷۲۸۳۸ | 2005 CP48   | ۲ فوریه ۲۰۰۵    |
| ۱۷۲۸۳۹ | 2005 CE73   | ۱ فوریه ۲۰۰۵    |
| ۱۷۲۸۴۰ | 2005 EK3    | ۱ مارس ۲۰۰۵     |
| ۱۷۲۸۴۱ | 2005 EA5    | ۱ مارس ۲۰۰۵     |
| ۱۷۲۸۴۲ | 2005 EN9    | ۲ مارس ۲۰۰۵     |
| ۱۷۲۸۴۳ | 2005 ER9    | ۲ مارس ۲۰۰۵     |
| ۱۷۲۸۴۴ | 2005 EP10   | ۲ مارس ۲۰۰۵     |
| ۱۷۲۸۴۵ | 2005 EK11   | ۲ مارس ۲۰۰۵     |
| ۱۷۲۸۴۶ | 2005 EH14   | ۳ مارس ۲۰۰۵     |
| ۱۷۲۸۴۷ | 2005 EC15   | ۳ مارس ۲۰۰۵     |
| ۱۷۲۸۴۸ | 2005 EA17   | ۳ مارس ۲۰۰۵     |
| ۱۷۲۸۴۹ | 2005 EN21   | ۳ مارس ۲۰۰۵     |
| ۱۷۲۸۵۰ | Coppens     | ۳ مارس ۲۰۰۵     |
| ۱۷۲۸۵۱ | 2005 EF28   | ۳ مارس ۲۰۰۵     |
| ۱۷۲۸۵۲ | 2005 EW33   | ۷ مارس ۲۰۰۵     |
| ۱۷۲۸۵۳ | 2005 EC39   | ۴ مارس ۲۰۰۵     |
| ۱۷۲۸۵۴ | 2005 ED44   | ۳ مارس ۲۰۰۵     |
| ۱۷۲۸۵۵ | 2005 EL46   | ۳ مارس ۲۰۰۵     |
| ۱۷۲۸۵۶ | 2005 ES46   | ۳ مارس ۲۰۰۵     |
| ۱۷۲۸۵۷ | 2005 EL49   | ۳ مارس ۲۰۰۵     |
| ۱۷۲۸۵۸ | 2005 EC69   | ۷ مارس ۲۰۰۵     |
| ۱۷۲۸۵۹ | 2005 ET73   | ۳ مارس ۲۰۰۵     |
| ۱۷۲۸۶۰ | 2005 EC79   | ۳ مارس ۲۰۰۵     |
| ۱۷۲۸۶۱ | 2005 EY82   | ۴ مارس ۲۰۰۵     |
| ۱۷۲۸۶۲ | 2005 EO83   | ۴ مارس ۲۰۰۵     |
| ۱۷۲۸۶۳ | 2005 EW83   | ۴ مارس ۲۰۰۵     |
| ۱۷۲۸۶۴ | 2005 EQ84   | ۴ مارس ۲۰۰۵     |
| ۱۷۲۸۶۵ | 2005 EC97   | ۳ مارس ۲۰۰۵     |
| ۱۷۲۸۶۶ | 2005 EC102  | ۳ مارس ۲۰۰۵     |
| ۱۷۲۸۶۷ | 2005 EX118  | ۷ مارس ۲۰۰۵     |
| ۱۷۲۸۶۸ | 2005 ET124  | ۸ مارس ۲۰۰۵     |
| ۱۷۲۸۶۹ | 2005 EH126  | ۸ مارس ۲۰۰۵     |
| ۱۷۲۸۷۰ | 2005 EH132  | ۹ مارس ۲۰۰۵     |
| ۱۷۲۸۷۱ | 2005 EH137  | ۹ مارس ۲۰۰۵     |
| ۱۷۲۸۷۲ | 2005 EH139  | ۹ مارس ۲۰۰۵     |
| ۱۷۲۸۷۳ | 2005 EC143  | ۱۰ مارس ۲۰۰۵    |
| ۱۷۲۸۷۴ | 2005 EO161  | ۹ مارس ۲۰۰۵     |
| ۱۷۲۸۷۵ | 2005 EW165  | ۱۱ مارس ۲۰۰۵    |
| ۱۷۲۸۷۶ | 2005 EY168  | ۱۱ مارس ۲۰۰۵    |
| ۱۷۲۸۷۷ | 2005 EL175  | ۸ مارس ۲۰۰۵     |
| ۱۷۲۸۷۸ | 2005 EP175  | ۸ مارس ۲۰۰۵     |
| ۱۷۲۸۷۹ | 2005 EX193  | ۱۱ مارس ۲۰۰۵    |
| ۱۷۲۸۸۰ | 2005 EJ198  | ۱۱ مارس ۲۰۰۵    |
| ۱۷۲۸۸۱ | 2005 EQ199  | ۱۲ مارس ۲۰۰۵    |
| ۱۷۲۸۸۲ | 2005 EQ220  | ۱۱ مارس ۲۰۰۵    |
| ۱۷۲۸۸۳ | 2005 EP256  | ۱۱ مارس ۲۰۰۵    |
| ۱۷۲۸۸۴ | 2005 ES256  | ۱۱ مارس ۲۰۰۵    |
| ۱۷۲۸۸۵ | 2005 EL269  | ۱۵ مارس ۲۰۰۵    |
| ۱۷۲۸۸۶ | 2005 EU281  | ۱۰ مارس ۲۰۰۵    |
| ۱۷۲۸۸۷ | 2005 ET287  | ۸ مارس ۲۰۰۵     |
| ۱۷۲۸۸۸ | 2005 EE290  | ۹ مارس ۲۰۰۵     |
| ۱۷۲۸۸۹ | 2005 EG291  | ۱۰ مارس ۲۰۰۵    |
| ۱۷۲۸۹۰ | 2005 FN6    | ۳۰ مارس ۲۰۰۵    |
| ۱۷۲۸۹۱ | 2005 GX2    | ۱ آوریل ۲۰۰۵    |
| ۱۷۲۸۹۲ | 2005 GL6    | ۱ آوریل ۲۰۰۵    |
| ۱۷۲۸۹۳ | 2005 GE9    | ۲ آوریل ۲۰۰۵    |
| ۱۷۲۸۹۴ | 2005 GX17   | ۲ آوریل ۲۰۰۵    |
| ۱۷۲۸۹۵ | 2005 GQ27   | ۳ آوریل ۲۰۰۵    |
| ۱۷۲۸۹۶ | 2005 GN30   | ۴ آوریل ۲۰۰۵    |
| ۱۷۲۸۹۷ | 2005 GO30   | ۴ آوریل ۲۰۰۵    |
| ۱۷۲۸۹۸ | 2005 GV35   | ۲ آوریل ۲۰۰۵    |
| ۱۷۲۸۹۹ | 2005 GU47   | ۵ آوریل ۲۰۰۵    |
| ۱۷۲۹۰۰ | 2005 GQ51   | ۲ آوریل ۲۰۰۵    |
| ۱۷۲۹۰۱ | 2005 GY68   | ۲ آوریل ۲۰۰۵    |
| ۱۷۲۹۰۲ | 2005 GO75   | ۵ آوریل ۲۰۰۵    |
| ۱۷۲۹۰۳ | 2005 GC78   | ۶ آوریل ۲۰۰۵    |
| ۱۷۲۹۰۴ | 2005 GR79   | ۶ آوریل ۲۰۰۵    |
| ۱۷۲۹۰۵ | 2005 GX79   | ۷ آوریل ۲۰۰۵    |
| ۱۷۲۹۰۶ | 2005 GY79   | ۷ آوریل ۲۰۰۵    |
| ۱۷۲۹۰۷ | 2005 GC90   | ۶ آوریل ۲۰۰۵    |
| ۱۷۲۹۰۸ | 2005 GV92   | ۶ آوریل ۲۰۰۵    |
| ۱۷۲۹۰۹ | 2005 GH95   | ۶ آوریل ۲۰۰۵    |
| ۱۷۲۹۱۰ | 2005 GF96   | ۶ آوریل ۲۰۰۵    |
| ۱۷۲۹۱۱ | 2005 GA99   | ۷ آوریل ۲۰۰۵    |
| ۱۷۲۹۱۲ | 2005 GB99   | ۷ آوریل ۲۰۰۵    |
| ۱۷۲۹۱۳ | 2005 GM99   | ۷ آوریل ۲۰۰۵    |
| ۱۷۲۹۱۴ | 2005 GJ103  | ۹ آوریل ۲۰۰۵    |
| ۱۷۲۹۱۵ | 2005 GE106  | ۱۰ آوریل ۲۰۰۵   |
| ۱۷۲۹۱۶ | 2005 GU112  | ۶ آوریل ۲۰۰۵    |
| ۱۷۲۹۱۷ | 2005 GX130  | ۹ آوریل ۲۰۰۵    |
| ۱۷۲۹۱۸ | 2005 GL135  | ۱۰ آوریل ۲۰۰۵   |
| ۱۷۲۹۱۹ | 2005 GP135  | ۱۰ آوریل ۲۰۰۵   |
| ۱۷۲۹۲۰ | 2005 GL138  | ۱۲ آوریل ۲۰۰۵   |
| ۱۷۲۹۲۱ | 2005 GX138  | ۱۲ آوریل ۲۰۰۵   |
| ۱۷۲۹۲۲ | 2005 GL139  | ۱۲ آوریل ۲۰۰۵   |
| ۱۷۲۹۲۳ | 2005 GK140  | ۱۳ آوریل ۲۰۰۵   |
| ۱۷۲۹۲۴ | 2005 GE144  | ۱۰ آوریل ۲۰۰۵   |
| ۱۷۲۹۲۵ | 2005 GY155  | ۱۰ آوریل ۲۰۰۵   |
| ۱۷۲۹۲۶ | 2005 GE156  | ۱۰ آوریل ۲۰۰۵   |
| ۱۷۲۹۲۷ | 2005 GK157  | ۱۱ آوریل ۲۰۰۵   |
| ۱۷۲۹۲۸ | 2005 GQ168  | ۱۲ آوریل ۲۰۰۵   |
| ۱۷۲۹۲۹ | 2005 GM170  | ۱۲ آوریل ۲۰۰۵   |
| ۱۷۲۹۳۰ | 2005 HZ3    | ۱۸ آوریل ۲۰۰۵   |
| ۱۷۲۹۳۱ | 2005 HA4    | ۲۸ آوریل ۲۰۰۵   |
| ۱۷۲۹۳۱ | 2005 JC     | ۱ مه ۲۰۰۵       |
| ۱۷۲۹۳۱ | 2005 JH     | ۲ مه ۲۰۰۵       |
| ۱۷۲۹۳۱ | 2005 JX     | ۳ مه ۲۰۰۵       |
| ۱۷۲۹۳۵ | 2005 JF4    | ۳ مه ۲۰۰۵       |
| ۱۷۲۹۳۶ | 2005 JW29   | ۳ مه ۲۰۰۵       |
| ۱۷۲۹۳۷ | 2005 JS32   | ۴ مه ۲۰۰۵       |
| ۱۷۲۹۳۸ | 2005 JV48   | ۳ مه ۲۰۰۵       |
| ۱۷۲۹۳۹ | 2005 JY49   | ۴ مه ۲۰۰۵       |
| ۱۷۲۹۴۰ | 2005 JA51   | ۴ مه ۲۰۰۵       |
| ۱۷۲۹۴۱ | 2005 JU66   | ۴ مه ۲۰۰۵       |
| ۱۷۲۹۴۲ | 2005 JX71   | ۸ مه ۲۰۰۵       |
| ۱۷۲۹۴۳ | 2005 JT88   | ۱۰ مه ۲۰۰۵      |
| ۱۷۲۹۴۴ | 2005 JS104  | ۱۱ مه ۲۰۰۵      |
| ۱۷۲۹۴۵ | 2005 JO125  | ۱۱ مه ۲۰۰۵      |
| ۱۷۲۹۴۶ | 2005 JJ134  | ۱۴ مه ۲۰۰۵      |
| ۱۷۲۹۴۷ | 2005 JQ138  | ۱۳ مه ۲۰۰۵      |
| ۱۷۲۹۴۸ | 2005 JR164  | ۱۰ مه ۲۰۰۵      |
| ۱۷۲۹۴۹ | 2005 JQ166  | ۱۱ مه ۲۰۰۵      |
| ۱۷۲۹۵۰ | 2005 JU166  | ۱۱ مه ۲۰۰۵      |
| ۱۷۲۹۵۱ | 2005 JN174  | ۱۱ مه ۲۰۰۵      |
| ۱۷۲۹۵۲ | 2005 KC3    | ۱۷ مه ۲۰۰۵      |
| ۱۷۲۹۵۳ | 2005 KG5    | ۱۸ مه ۲۰۰۵      |
| ۱۷۲۹۵۴ | 2005 KC6    | ۱۸ مه ۲۰۰۵      |
| ۱۷۲۹۵۵ | 2005 KR11   | ۳۰ مه ۲۰۰۵      |
| ۱۷۲۹۵۶ | 2005 LZ1    | ۱ ژوئن ۲۰۰۵     |
| ۱۷۲۹۵۷ | 2005 LY8    | ۱ ژوئن ۲۰۰۵     |
| ۱۷۲۹۵۸ | 2005 LH11   | ۳ ژوئن ۲۰۰۵     |
| ۱۷۲۹۵۹ | 2005 LG19   | ۸ ژوئن ۲۰۰۵     |
| ۱۷۲۹۶۰ | 2005 LG37   | ۱۱ ژوئن ۲۰۰۵    |
| ۱۷۲۹۶۱ | 2005 MH2    | ۱۶ ژوئن ۲۰۰۵    |
| ۱۷۲۹۶۲ | 2005 MZ13   | ۲۸ ژوئن ۲۰۰۵    |
| ۱۷۲۹۶۳ | 2005 MY14   | ۲۹ ژوئن ۲۰۰۵    |
| ۱۷۲۹۶۴ | 2005 MR34   | ۲۹ ژوئن ۲۰۰۵    |
| ۱۷۲۹۶۵ | 2005 MX38   | ۳۰ ژوئن ۲۰۰۵    |
| ۱۷۲۹۶۶ | 2005 MC54   | ۲۳ ژوئن ۲۰۰۵    |
| ۱۷۲۹۶۷ | 2005 NK55   | ۶ ژوئیه ۲۰۰۵    |
| ۱۷۲۹۶۸ | 2005 NQ80   | ۱۴ ژوئیه ۲۰۰۵   |
| ۱۷۲۹۶۹ | 2005 QA20   | ۲۶ اوت ۲۰۰۵     |
| ۱۷۲۹۷۰ | 2005 QD32   | ۲۴ اوت ۲۰۰۵     |
| ۱۷۲۹۷۱ | 2005 QN176  | ۳۱ اوت ۲۰۰۵     |
| ۱۷۲۹۷۲ | 2005 SG13   | ۲۴ سپتامبر ۲۰۰۵ |
| ۱۷۲۹۷۳ | 2005 SR167  | ۲۸ سپتامبر ۲۰۰۵ |
| ۱۷۲۹۷۴ | 2005 YW55   | ۲۸ دسامبر ۲۰۰۵  |
| ۱۷۲۹۷۵ | 2006 DY6    | ۲۰ فوریه ۲۰۰۶   |
| ۱۷۲۹۷۶ | 2006 DC113  | ۲۷ فوریه ۲۰۰۶   |
| ۱۷۲۹۷۷ | 2006 DK116  | ۲۷ فوریه ۲۰۰۶   |
| ۱۷۲۹۷۸ | 2006 HB8    | ۱۸ آوریل ۲۰۰۶   |
| ۱۷۲۹۷۹ | 2006 HT25   | ۲۰ آوریل ۲۰۰۶   |
| ۱۷۲۹۸۰ | 2006 HG26   | ۲۰ آوریل ۲۰۰۶   |
| ۱۷۲۹۸۱ | 2006 HN30   | ۲۱ آوریل ۲۰۰۶   |
| ۱۷۲۹۸۲ | 2006 HZ60   | ۲۸ آوریل ۲۰۰۶   |
| ۱۷۲۹۸۳ | 2006 HD71   | ۲۵ آوریل ۲۰۰۶   |
| ۱۷۲۹۸۴ | 2006 HK89   | ۲۰ آوریل ۲۰۰۶   |
| ۱۷۲۹۸۵ | 2006 HW147  | ۲۷ آوریل ۲۰۰۶   |
| ۱۷۲۹۸۶ | 2006 JE36   | ۴ مه ۲۰۰۶       |
| ۱۷۲۹۸۷ | 2006 KP28   | ۲۰ مه ۲۰۰۶      |
| ۱۷۲۹۸۸ | 2006 KQ48   | ۲۱ مه ۲۰۰۶      |
| ۱۷۲۹۸۹ | 2006 KW67   | ۲۵ مه ۲۰۰۶      |
| ۱۷۲۹۹۰ | 2006 KV81   | ۲۵ مه ۲۰۰۶      |
| ۱۷۲۹۹۱ | 2006 KR114  | ۲۶ مه ۲۰۰۶      |
| ۱۷۲۹۹۲ | 2006 KW116  | ۲۹ مه ۲۰۰۶      |
| ۱۷۲۹۹۳ | 2006 KV118  | ۳۰ مه ۲۰۰۶      |
| ۱۷۲۹۹۴ | 2006 KE122  | ۲۴ مه ۲۰۰۶      |
| ۱۷۲۹۹۵ | 2006 KN122  | ۲۸ مه ۲۰۰۶      |
| ۱۷۲۹۹۶ | Stooke      | ۲۵ مه ۲۰۰۶      |
| ۱۷۲۹۹۷ | 2006 LO1    | ۴ ژوئن ۲۰۰۶     |
| ۱۷۲۹۹۸ | 2006 LT6    | ۵ ژوئن ۲۰۰۶     |
| ۱۷۲۹۹۹ | 2006 MF2    | ۱۶ ژوئن ۲۰۰۶    |
| ۱۷۳۰۰۰ | 2006 MT3    | ۱۶ ژوئن ۲۰۰۶    |